# Gütersloh

Logo

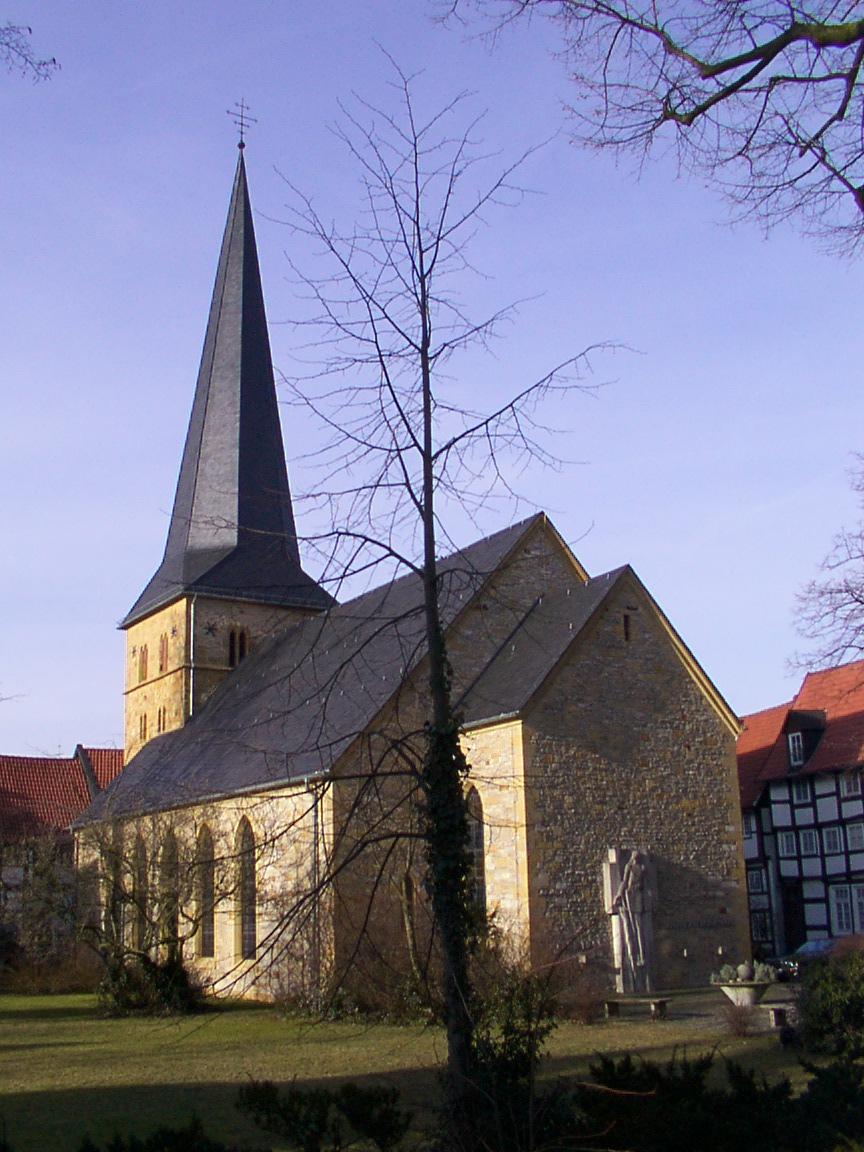
Apostelkirche

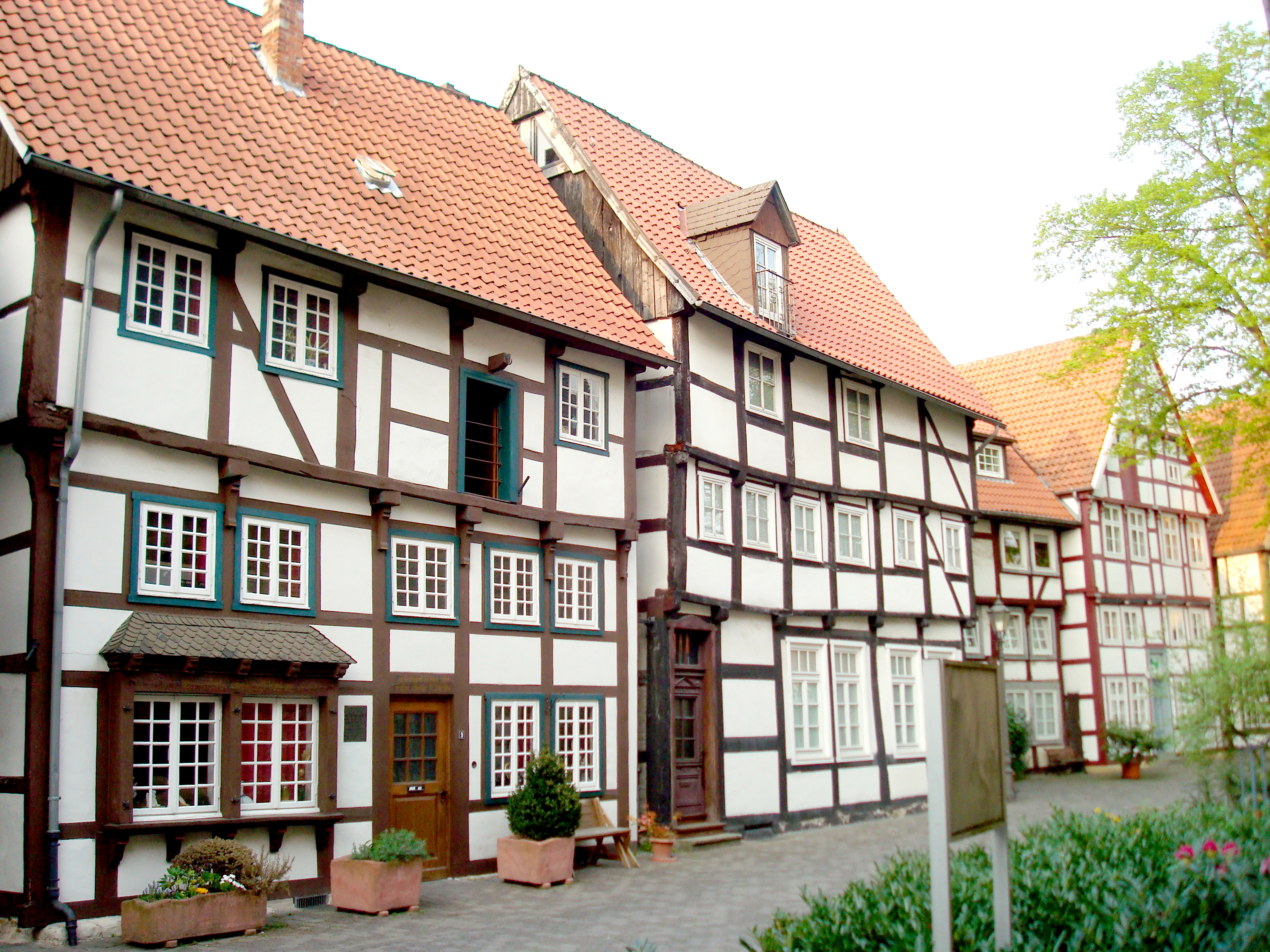
Am Alten Kirchplatz

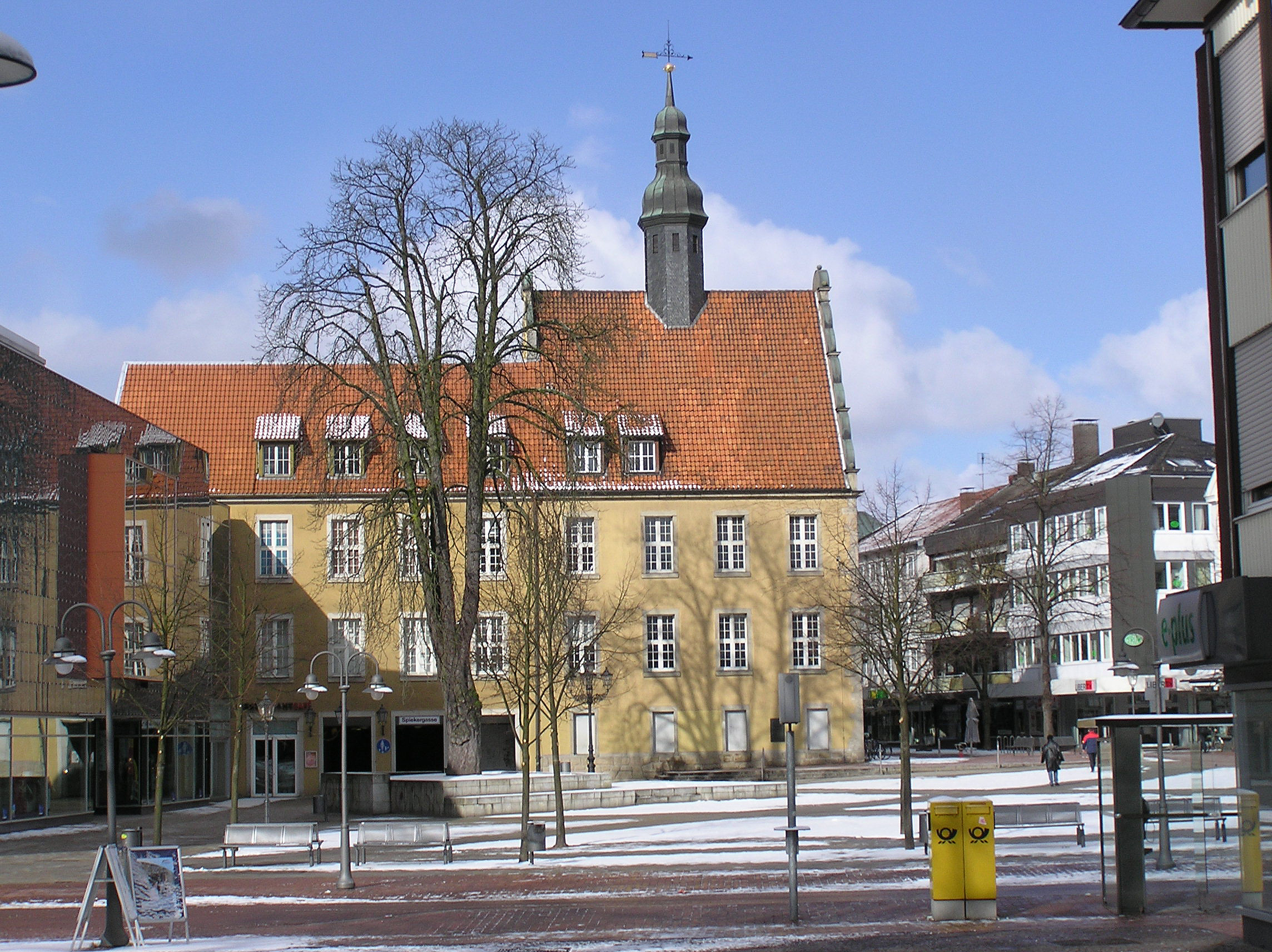
Berliner Platz, centro de la ciudad

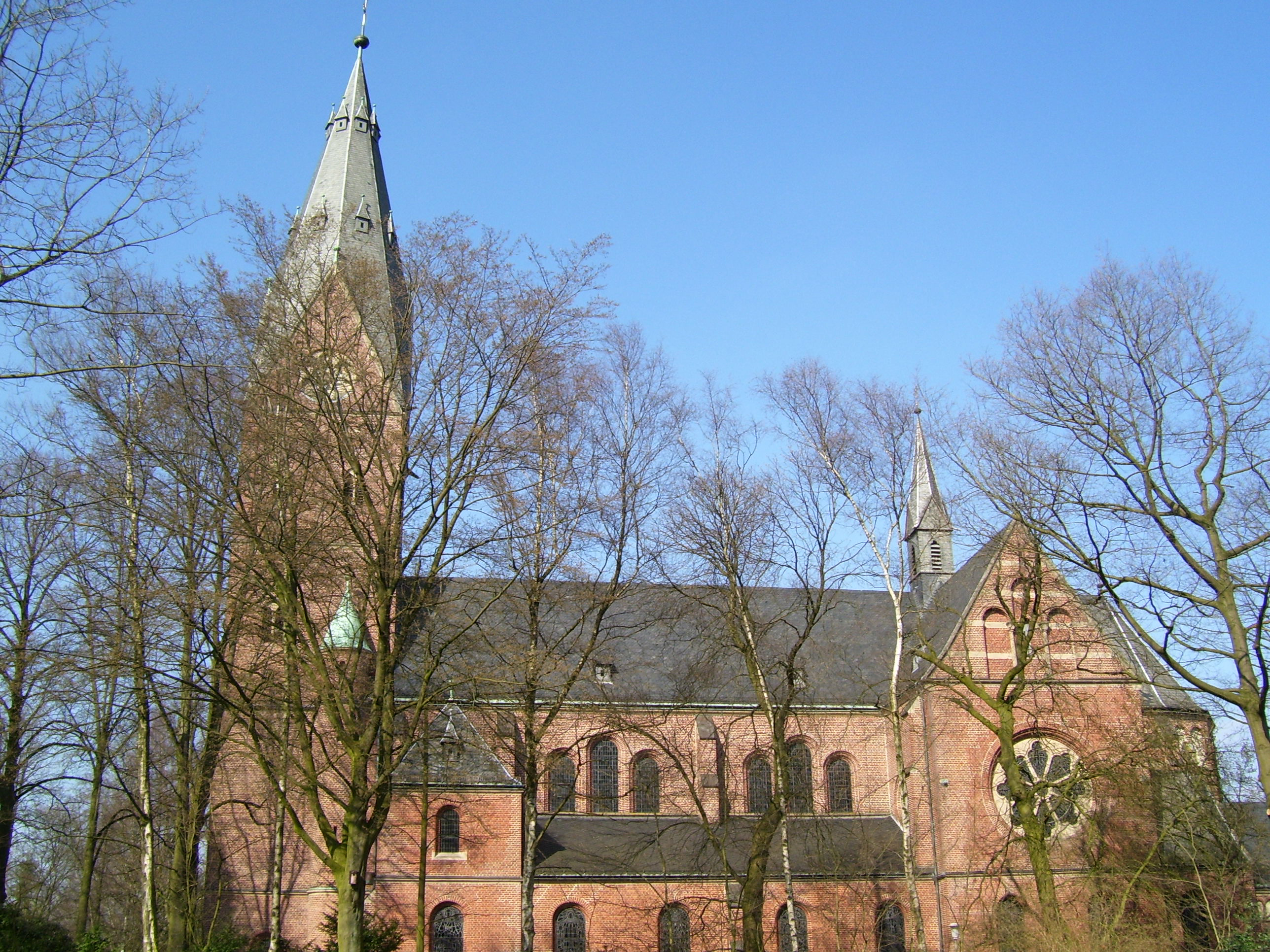
Iglesia católica "St. Pankratius", construido en 1890

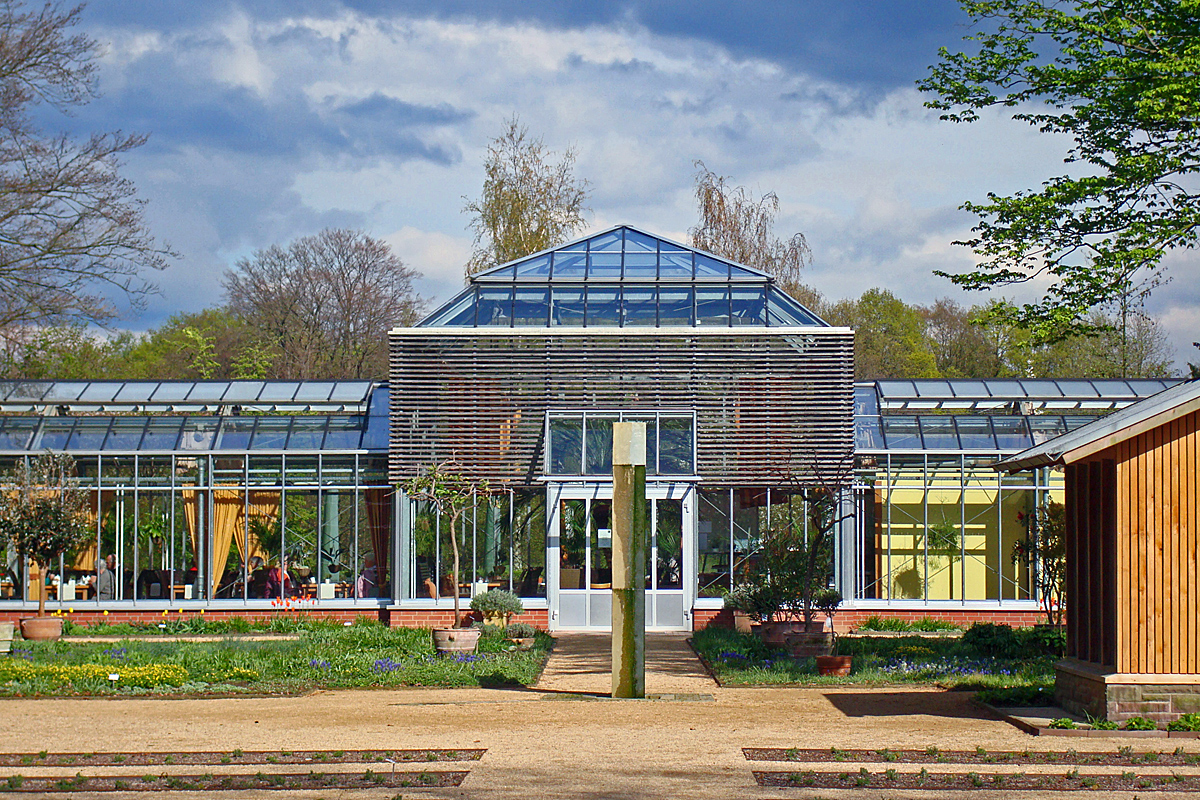
Palmenhauscafé, jardín botánico de Gütersloh

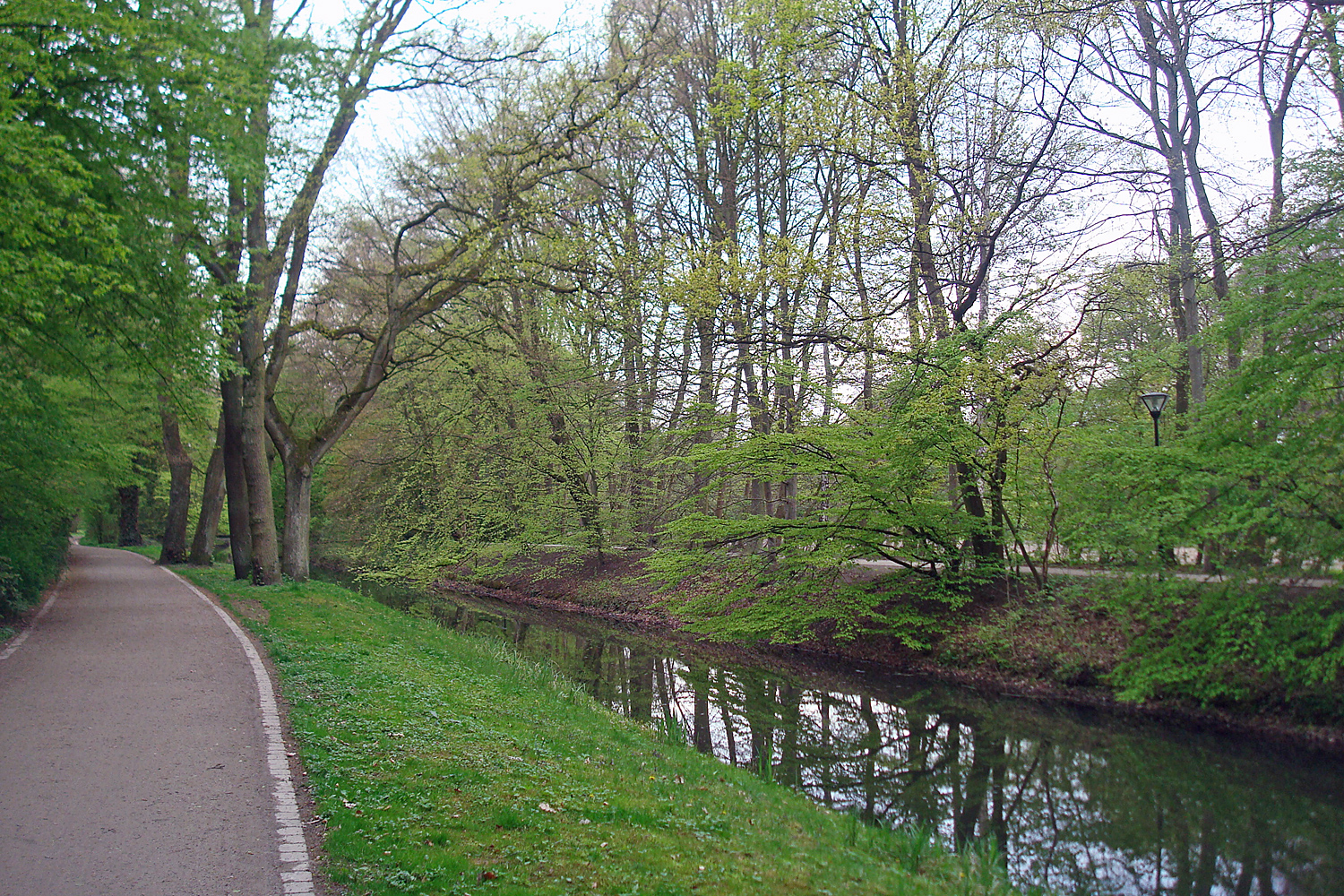
El parque municipal, dedicada en 1909

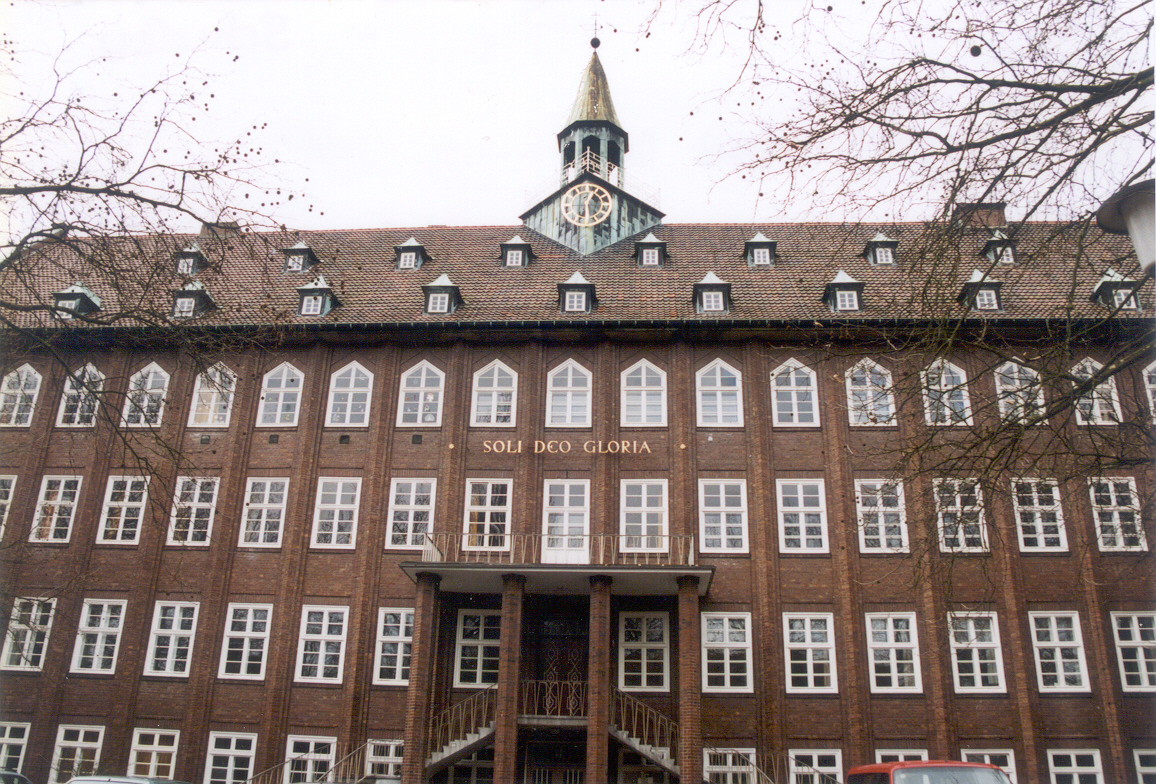
protestante Gimnasio, fundada en el año 1851

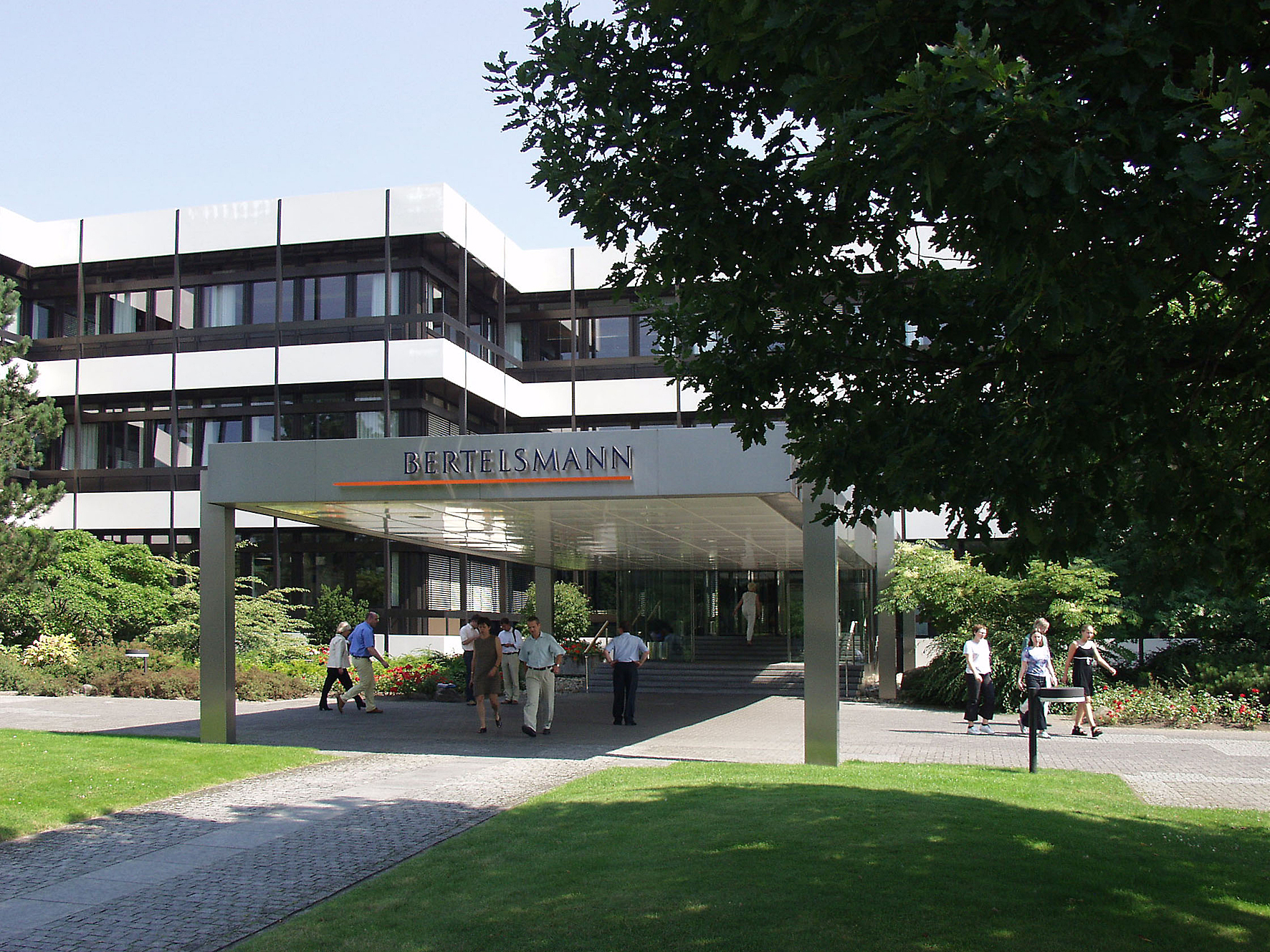
Bertelsmann

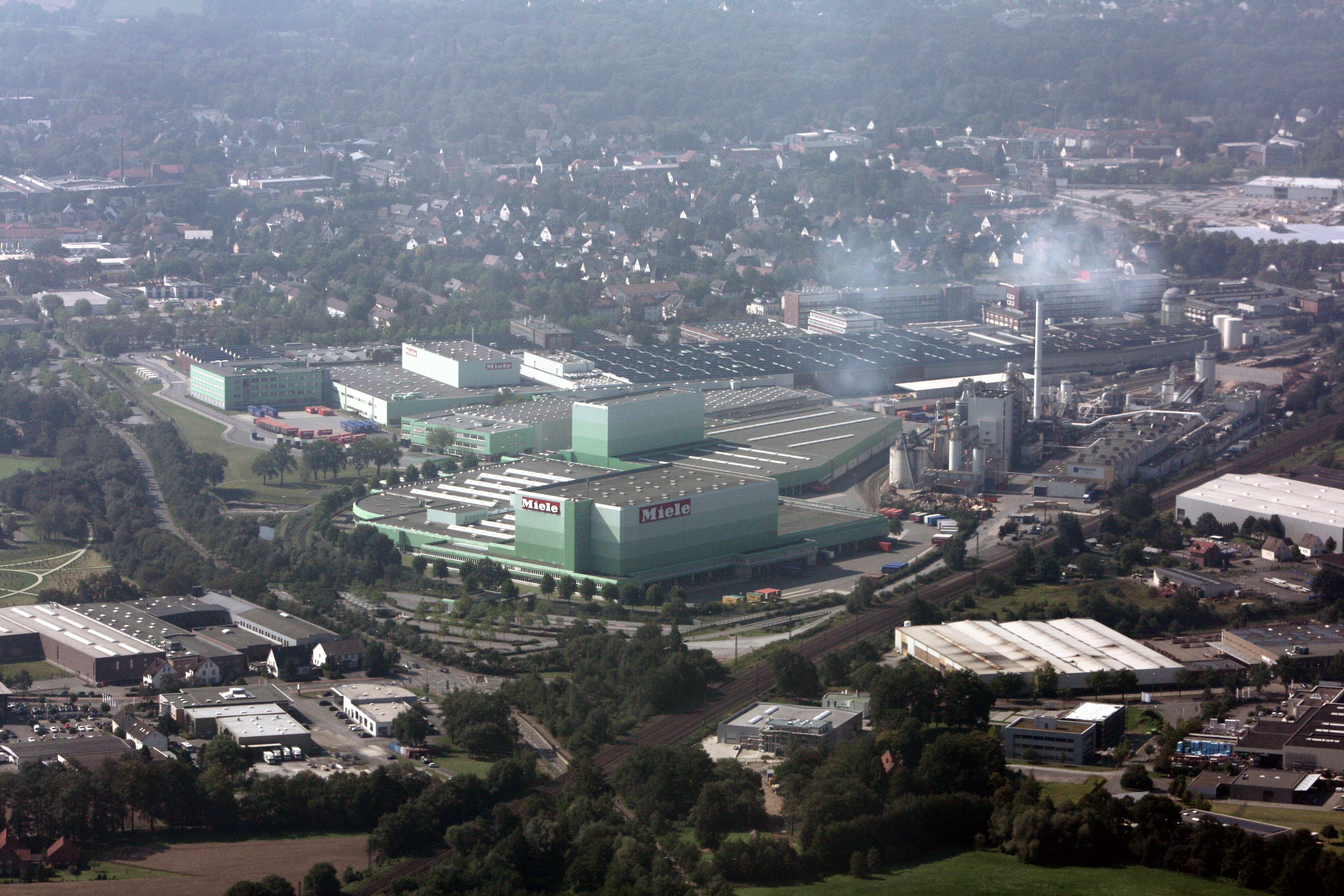
Miele

Gütersloh (en bajo alemán: Gütsel) es una gran ciudad alemana ubicada en Renania del Norte-Westfalia (Nordrhein-Westfalen), en la región de Westfalia (Westfalen) y dentro de la región administrativa de Detmold (Regierungsbezirk Detmold). Es la capital del distrito de Gütersloh (Kreis Gütersloh) y posee el estatus de gran ciudad (Großstadt) desde 2018, cuando su población superó los 100 000 habitantes. Para 2024, Gütersloh cuenta con aproximadamente 102 464 habitantes y es un importante centro industrial, siendo sede de empresas internacionales como Bertelsmann y Miele.

## Geografía

### Ubicación geográfica
Gütersloh está ubicada al suroeste del Bosque de Teutoburgo (Teutoburger Wald), en el borde noreste de la Cuenca de Westfalia (Westfälische Bucht), dentro de la llanura arenosa del Ems (Emssandebene). Según la clasificación natural alemana, esta área pertenece a las arenas orientales de Münster (Ostmünsterländer Sande). El terreno es predominantemente llano, con el punto más bajo a 64 metros cerca del aeropuerto y el punto más alto a 105 metros en el barrio de Friedrichsdorf. En el límite con Rheda-Wiedenbrück, se extiende el bosque Rhedaer Forst, compuesto principalmente de coníferas.
El río Dalke atraviesa la ciudad de este a oeste, pasando por el parque municipal y el centro urbano antes de desembocar en el río Ems. En su curso, recibe al afluente Wapelbach cerca de la "Neue Mühle" en el distrito de Pavenstädt. En el noreste de la ciudad, en el barrio de Isselhorst, fluye el río Lutter, que también desemboca en el Ems cerca de Harsewinkel.

### Geología
El área de Gütersloh presenta suelos ácidos y pobres en nutrientes, principalmente del tipo podsol, formados durante el Cuaternario a partir de sedimentos glaciales y fluviales. En algunas zonas, estos suelos están cubiertos por arenas eólicas, creando una combinación de podsol-regosol, visible en áreas como el bosque Rhedaer Forst. Estos suelos, de textura arenosa y baja fertilidad, son poco adecuados para la agricultura convencional, aunque permiten ciertos cultivos adaptados. La región, sin embargo, tiene un buen potencial para la explotación de energía geotérmica, particularmente en el noreste, donde las condiciones son más favorables.

### Extensión y uso del suelo
La ciudad de Gütersloh abarca una superficie total de 111,99 km². Su mayor extensión en dirección norte-sur es de aproximadamente 13,5 km, mientras que en dirección este-oeste alcanza los 15 km. En cuanto al uso del suelo, el 32 % del área está dedicado a pastizales y praderas, otro 32 % a tierras de cultivo, y el 28 % corresponde a zonas urbanas y de asentamiento. El 8 % restante son áreas forestales. Entre 1975 y 2005, alrededor de 8 km² de tierras fueron urbanizadas, mayormente a expensas de terrenos agrícolas.

### División administrativa

División de la ciudad de Gütersloh

El distrito de Gütersloh tiene un total de 103.451 habitantes, con una superficie de 112 km² y una densidad de población de 926 habitantes por km². Está compuesto por la ciudad de Gütersloh y siete antiguos municipios que fueron incorporados en 1969 como parte de la reforma administrativa de Renania del Norte-Westfalia:
| Distrito          | Habitantes | Habitantes en % | Superficie en km² | Superficie en % | Densidad hab./km² |
| ----------------- | ---------- | --------------- | ----------------- | --------------- | ----------------- |
| Avenwedde         | 17.476     | 16,9            | 21,65             | 19,3            | 0.807             |
| Ebbesloh          | 00.060     | 00,1            | 03,47             | 03,1            | 0.017             |
| Friedrichsdorf    | 01.578     | 01,5            | 00,94             | 00,8            | 1.679             |
| Gütersloh         | 68.922     | 66,6            | 50,70             | 45,3            | 1.359             |
| Hollen            | 00.311     | 00,3            | 04,03             | 03,6            | 0.077             |
| Isselhorst        | 04.978     | 04,8            | 06,86             | 06,1            | 0.726             |
| Niehorst          | 00.780     | 00,8            | 09,14             | 08,2            | 0.085             |
| Spexard           | 09.346     | 09,0            | 14,95             | 13,3            | 0.625             |
| Gütersloh (total) | 103.4510   | 100,00          | 112,00,000        | 100,00          | 0.926             |

A pesar de que Gütersloh aparece como una sola entidad oficial, está subdividido en varios barrios, que son reconocidos tanto por los residentes como por las autoridades locales. Estos barrios mantienen identidades propias y son considerados "distritos informales" en la vida cotidiana y en los medios locales:
| Barrio            | Habitantes | Superficie en km² | Densidad hab./km² |
| ----------------- | ---------- | ----------------- | ----------------- |
| Blankenhagen      | 3.500      | 12,03             | 0.291             |
| Flughafen         | 00.000     | 03,08             | 0.000             |
| Kattenstroth      | 17.000     | 12,75             | 1.333             |
| Kernstadt         | ?          | 01,25             | ?                 |
| Nordhorn          | ?          | 06,42             | ?                 |
| Pavenstädt        | 11.000     | 07,89             | 1.394             |
| Sundern           | ?          | 07,28             | ?                 |
| Gütersloh (total) | 62.640     | 50,70             | 1.236             |

Aunque el área del aeropuerto se asocia más comúnmente con Pavenstädt, la ciudad de Gütersloh lo considera una subdivisión propia. Estas subdivisiones, aunque agrupadas oficialmente bajo el nombre Gütersloh, tienen identidades y características únicas que son reconocidas tanto por los habitantes como por las autoridades.

#### Anexiones territoriales
A lo largo de su historia, la ciudad de Gütersloh ha crecido significativamente a través de varias anexiones de territorios circundantes. Estas anexiones territoriales (Eingemeindungen) comenzaron en el siglo XIX y culminaron en las grandes reformas territoriales de la década de 1970.
- 1868: se llevó a cabo la primera anexión de un pequeño territorio no habitado perteneciente a la antigua comunidad de Gütersloh-Land.
- 1 de abril de 1910: una de las anexiones más significativas tuvo lugar con la incorporación completa de Gütersloh-Land a la ciudad. También se integró la localidad de Kattenstroth, que formaba parte de la comunidad de Kattenstroth-Spexard. Después de esta anexión, la comunidad restante fue renombrada como Spexard.
- 1 de abril de 1939 y 1 de diciembre de 1943: durante este período, Gütersloh amplió su territorio con la anexión de pequeños terrenos habitados provenientes de las comunidades de Marienfeld (76 hectáreas) y Herzebrock (87 hectáreas), ambas pertenecientes al distrito de Warendorf.
- 1 de enero de 1970: con la ley de reorganización territorial del distrito de Wiedenbrück y partes del distrito de Bielefeld, la ciudad de Gütersloh absorbió las comunidades de Avenwedde, Friedrichsdorf y Spexard, que pertenecían al departamento de Avenwedde, así como Isselhorst, Hollen, Niehorst y Ebbesloh, del departamento de Brackwede. Además, se anexaron pequeñas porciones de Herzebrock, Nordrheda-Ems, Ummeln, Varensell y Verl. Este proceso aumentó la población de Gütersloh de 58,900 a 79,300 habitantes y triplicó el tamaño de la ciudad.
- 1 de enero de 1973: la implementación de la Ley de Bielefeld (Bielefeld-Gesetz) incluyó la anexión de una parte de la comunidad de Senne I, que aportó alrededor de 370 habitantes adicionales a la ciudad.

#### Límites y municipios vecinos
Gütersloh está estratégicamente situado, rodeado por siete ciudades y municipios que enriquecen la región tanto en términos de naturaleza como de desarrollo urbano.
- Norte: Steinhagen: ciudad pequeña conocida por su ambiente tranquilo y sus áreas verdes, ideal para actividades al aire libre.
- Noreste: Bielefeld: única ciudad independiente en la región, es un centro urbano vibrante con una rica historia y una economía dinámica. Es un importante punto de referencia en la región, con una oferta cultural y económica destacada.
- Este: Verl: municipio más rural, con extensas áreas naturales y una comunidad en crecimiento. Combina lo mejor de la vida en el campo con acceso rápido a centros urbanos cercanos.
- Sureste: Rietberg: conocida por su encanto histórico y su enfoque en la sostenibilidad, cuenta con un casco antiguo bien conservado y el innovador parque de conservación "Gartenschaupark".
- Suroeste: Rheda-Wiedenbrück: destaca por su arquitectura histórica, en especial el imponente Castillo de Rheda, y su relevancia como centro económico regional. Aquí se entrelazan tradición y modernidad.
- Oeste: Herzebrock-Clarholz: conocido por sus monasterios y edificios históricos, un destino tranquilo lleno de historia y cultura local.
- Noroeste: Harsewinkel: conocido como el "corazón agrícola" de la región, alberga grandes empresas manufactureras, como Claas, uno de los principales fabricantes de maquinaria agrícola en Europa.

Exceptuando Bielefeld, todas las ciudades y municipios vecinos pertenecen al distrito de Gütersloh, creando una región diversa que mezcla naturaleza, historia y desarrollo económico. La ubicación de Gütersloh permite a sus habitantes disfrutar de un entorno rural, mientras tienen acceso cercano a centros urbanos y económicos importantes.

#### Evolución de la población
A lo largo de los siglos, Gütersloh ha pasado de ser un pequeño pueblo a una ciudad significativa en Renania del Norte-Westfalia, gracias a varios factores como la industrialización, las reformas territoriales y los movimientos migratorios.
- 1532, el pueblo contaba solo con 29 habitantes.
- 1644, tras varios siglos, la población creció a 700 personas, un aumento modesto que reflejaba las limitaciones de una economía rural.
- 1818, al inicio del siglo XIX, la población ascendió a 1 790 habitantes, reflejando el lento crecimiento típico de la era preindustrial.
- 1830, con el comienzo de la industrialización, la población se expandió a 2 844 personas, marcando el inicio de un crecimiento más dinámico.
- 1939, antes de la Segunda Guerra Mundial, la ciudad ya contaba con 32.841 habitantes.
- 1945, tras la guerra, la población aumentó a 39 756 personas debido al desplazamiento de personas y los refugiados.
- 1961, la ciudad tenía 52 346 habitantes, reflejando la estabilidad económica de la posguerra.
- 1970, con la implementación de las reformas territoriales y la anexión de comunidades cercanas como Avenwedde y Spexard, la población ascendió a 75 297 habitantes.
- 1990, tras la reunificación de Alemania, la población de la ciudad era de 86 807 personas.
- 2000, la población continuó creciendo hasta alcanzar los 95 156 habitantes, debido en parte a la llegada de migrantes y al desarrollo económico.
- 2011, según el censo de ese año, la población oficial era de 97 127 habitantes, sin contar las tropas británicas estacionadas en la ciudad.
- 2018, Gütersloh superó la marca de 100 000 habitantes, situándose en 100 194 personas, convirtiéndose en la 81.ª ciudad más grande de Alemania.
- 2022, según los últimos datos disponibles, la población ascendió a 102 393 habitantes.

En 2023, la población continuó creciendo ligeramente, alcanzando los 102 464 habitantes, lo que refleja un aumento continuo debido a la inmigración y la expansión económica.
Gütersloh continúa consolidándose como la tercera ciudad más grande del distrito de Detmold, después de Bielefeld y Paderborn.

##### Composición de la población por edad y migración
El desglose por edad y origen migratorio muestra una sociedad diversa:
- 0-17 años, 17 736 personas.
- 18-64 años, 60 935 personas.
- 65+ años, 20 673 personas.

La proporción de extranjeros y migrantes ha sido significativa, representando aproximadamente el 11,9 % de la población total en 2014. Las áreas con mayores concentraciones de migrantes incluyen el núcleo urbano, con 18,4 % de población extranjera, y el barrio de Blankenhagen con un 15,5 %.

### Clima

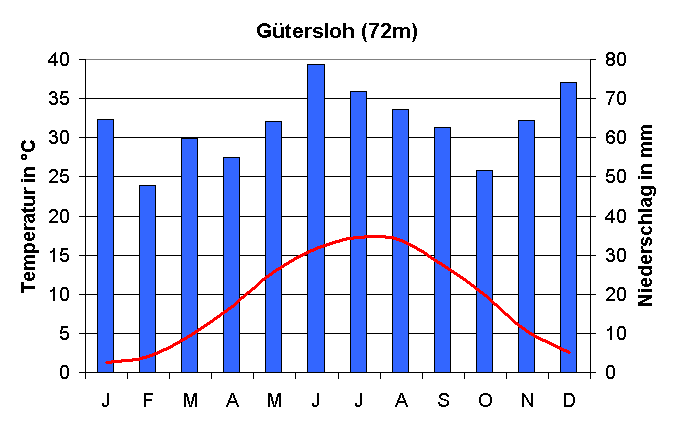
Diagrama climático en el aeropuerto de Gütersloh 1961-1990

Gütersloh se encuentra en la zona climática templada de Europa Central, influenciada por un clima oceánico subatlántico. Este tipo de clima se caracteriza por inviernos generalmente suaves, debido a la influencia del Atlántico, y veranos moderadamente cálidos. A lo largo del período entre 1961 y 1990, la temperatura media anual fue de 9,2 °C, lo que supera la media alemana de 8,4 °C. El mes más cálido es julio, con una temperatura media de 17,2 °C, mientras que el mes más frío es enero, con una media de 1,3 °C.
El clima de Gütersloh es predominantemente húmedo durante todo el año, debido a su posición en la región subatlántica. Las precipitaciones están uniformemente distribuidas a lo largo del año. En la estación meteorológica situada en el aeropuerto de Gütersloh, que estuvo en funcionamiento hasta el 27 de octubre de 2013, el promedio anual de precipitaciones fue de 762 mm. En la estación cercana al centro de la ciudad, las precipitaciones promedio fueron ligeramente menores, con 734 mm anuales. Ambas cifras superan la media alemana de 700 mm de precipitación anual.
Sin embargo, en las laderas suroeste del cercano Bosque de Teutoburgo (Teutoburger Wald), las precipitaciones son mucho más abundantes. Debido a los efectos de la lluvia orográfica, estas áreas pueden recibir hasta 1.200 mm de precipitación anual, casi el doble de lo que se registra en el área urbana de Gütersloh. Este fenómeno ocurre cuando el aire húmedo es forzado a ascender por las pendientes del bosque, enfriándose y liberando más precipitaciones. 
En resumen, el clima de Gütersloh es relativamente cálido y húmedo en comparación con el promedio nacional, con inviernos suaves, veranos moderados y precipitaciones distribuidas uniformemente, lo que lo convierte en una región ideal tanto para la agricultura como para la vida urbana.

## Toponimia
El nombre Gütersloh tiene una historia etimológica vinculada a dos posibles interpretaciones que reflejan el entorno natural y las actividades de los primeros habitantes de la zona.
La explicación más ampliamente aceptada del nombre Gütersloh proviene de la combinación de las palabras alemanas antiguas "loh" y "Gu(n)ter". El término "loh" hace referencia a un claro o una zona despejada en un bosque, mientras que "Gu(n)ter" es un nombre propio. Por lo tanto, Gütersloh significaría algo así como "el claro de Gunter", sugiriendo que la ciudad fue fundada en una zona de bosque talada y despejada por un hombre llamado Gunter. Esto refleja un patrón común en el desarrollo de asentamientos medievales, donde áreas boscosas se despejaban para la creación de tierras agrícolas o espacios habitables.
Otra teoría, aunque menos popular, plantea que el nombre Gütersloh podría derivar de "Güter Sloh", donde "Sloh" puede significar "golpe" o "tala", y "Güter" puede interpretarse como "bueno". Según esta interpretación, Gütersloh podría referirse a una zona de bosque que fue despejada mediante un buen o efectivo trabajo de tala, probablemente por leñadores que crearon una luz o claro en el bosque. En este contexto, "Guter Schlag" indicaría que la ciudad se originó a partir de un área despejada exitosamente por los primeros pobladores, probablemente para la agricultura o la construcción de un asentamiento.
Ambas teorías reflejan un patrón común en el surgimiento de pueblos y ciudades en la Europa medieval, donde los primeros asentamientos a menudo se fundaban en áreas forestales despejadas. Estas zonas eran estratégicamente importantes tanto por la proximidad a recursos naturales, como la madera, como por la posibilidad de crear tierras fértiles para el cultivo.
En el caso específico de Gütersloh, su origen como una clara en el bosque conecta la ciudad con una larga tradición de colonización agrícola y uso de los recursos naturales en Alemania. La presencia de nombres vinculados a la actividad de tala o desmonte de tierras sugiere que los primeros colonos dependían de la explotación de los bosques circundantes para establecer el asentamiento.
El nombre Gütersloh ha permanecido prácticamente inalterado a lo largo de los siglos, lo que sugiere que desde sus inicios se ha mantenido ligado a esta tradición de explotación forestal y agrícola. Este tipo de nomenclatura es común en otras ciudades alemanas que, como Gütersloh, nacieron de la relación entre el ser humano y el entorno natural.

## Historia
Uno de los testimonios más antiguos de asentamientos humanos en Gütersloh es el llamado "Riesenbecher de Pavenstädt" (vaso gigante de Pavenstädt), que data del siglo XVII a. C. Este vaso, hecho de arcilla amarilla, tosca y quebradiza, tiene una altura de 40 cm y una capacidad de 12 litros. El vaso gigante fue descubierto en 1951 en Pavenstädt, en la zona de confluencia de los ríos Dalke y Wapel. Actualmente, esta importante pieza arqueológica se encuentra expuesta en el Museo LWL de Arqueología y Cultura, Museo Estatal de Westfalia (LWL-Museum für Archäologie und Kultur, Westfälisches Landesmuseum) en Herne.

### Edad Media y Edad Moderna
La historia de Gütersloh durante la Edad Media y la Edad Moderna está marcada por importantes acontecimientos políticos, territoriales y militares que moldearon su desarrollo.
Durante la Edad Media y la Edad Moderna, Gütersloh experimentó importantes transformaciones territoriales, políticas y sociales. Los conflictos por el control de la región, como el que enfrentó al Señorío de Rheda y el Principado episcopal de Osnabrück, así como los eventos militares durante la Guerra de los Siete Años, influyeron significativamente en el desarrollo de la ciudad. Al mismo tiempo, Gütersloh avanzó en su desarrollo urbano y religioso, consolidándose como una localidad clave en la región, con una mezcla de influencias históricas que sentaron las bases para su crecimiento en los siglos posteriores.

#### Primeras menciones de Gütersloh y sus alrededores
La primera mención escrita de la localidad de Gütersloh aparece en un documento del año 1184, emitido por el obispo de Osnabrück (Bischof von Osnabrück). Sin embargo, varias de las localidades y barrios que hoy forman parte del municipio fueron mencionados mucho antes:
- Isselhorst, en el año 1050;
- Spexard, Pavenstädt y Nordhorn, en 1088;
- Ebbesloh, en 1151.

Estas menciones tempranas reflejan la existencia de comunidades asentadas en la región mucho antes de que Gütersloh fuera reconocida oficialmente.

#### Fragmentación territorial en elsigloXVI
En el siglo XVI, el actual territorio de Gütersloh estaba dividido entre cinco entidades políticas y territoriales, cada una de ellas con diferentes grados de influencia:
- Señorío de Rheda (Herrschaft Rheda), al que pertenecía el pueblo de Gütersloh,
- Principado episcopal de Osnabrück (Hochstift Osnabrück),
- Condado de Rietberg (Grafschaft Rietberg),
- Condado de Ravensberg (Grafschaft Ravensberg),
- Principado episcopal de Münster (Hochstift Münster).

Esta fragmentación territorial mostraba la complejidad política de la región, donde la influencia de varias autoridades eclesiásticas y seculares coexistía y, a menudo, entraba en conflicto. Gütersloh, como parte del Señorío de Rheda, se encontraba en una posición estratégica dentro de esta red de territorios.

#### El conflicto entre el Señorío de Rheda y Osnabrück (1524-1565)
A partir de 1524, estalló un conflicto prolongado entre el Señorío de Rheda (Herrschaft Rheda), dirigido por el conde Konrad de Tecklenburg-Schwerin (Graf Konrad von Tecklenburg-Schwerin), y el Principado episcopal de Osnabrück (Hochstift Osnabrück). La disputa se centraba en los límites territoriales y los derechos políticos sobre las comunidades de la región.
El distrito de Reckenberg (Amt Reckenberg), administrado desde Wiedenbrück por el principado episcopal de Osnabrück, era una exclave geográficamente aislada y, por lo tanto, militarmente vulnerable. Esta debilidad permitió a los condes de Tecklenburg-Schwerin expandir su influencia en la parroquia de Gütersloh (Kirchspiel Gütersloh) sin enfrentar inicialmente una fuerte oposición. 
Sin embargo, tras la muerte del conde Konrad en 1557, el conflicto se resolvió mediante el Receso de Bielefeld (Bielefelder Rezess) y el Tratado de Wiedenbrück (Wiedenbrücker Vertrag) el 9 de junio de 1565. Estos acuerdos redistribuyeron el control territorial de la región de la siguiente manera:
- Las aldeas de Blankenhagen, Pavenstädt, Nordhorn y la todavía no independiente Sundern pasaron a formar parte del Señorío de Rheda,
- Las aldeas de Avenwedde, Kattenstroth y Spexard quedaron bajo el control del Principado episcopal de Osnabrück (Hochstift Osnabrück).

Estos cambios consolidaron el control del Señorío de Rheda sobre el área central de Gütersloh, mientras que Osnabrück mantuvo su dominio sobre otras áreas circundantes.

#### La guerra de los Siete Años (1756-1763)
Durante la guerra de los Siete Años (Siebenjähriger Krieg), Gütersloh desempeñó un papel secundario como escenario de operaciones militares. En 1757, el mariscal francés d'Estrées (Marschall d'Estrées) estableció su cuartel general en las cercanías de Gütersloh, utilizando la ciudad como base para sus tropas.
Un año después, el 1 de julio de 1758, se produjo una escaramuza cerca de Gütersloh en la que cinco escuadrones de húsares prusianos, bajo el mando del comandante Narzinski, derrotaron a dos regimientos de húsares franceses. Esta victoria prusiana, aunque pequeña en escala, fue parte de las continuas luchas por el control de la región durante este conflicto europeo.

#### Desarrollo urbano en la Edad Moderna
A pesar de los conflictos políticos y militares, Gütersloh experimentó un crecimiento urbano y social significativo durante la Edad Moderna. Uno de los desarrollos más destacados fue la construcción del anillo de casas con entramado de madera (Fachwerkring) alrededor de la plaza de la Antigua Iglesia (Alter Kirchplatz). Este conjunto de edificios se convirtió en un centro importante para la vida social y religiosa de la ciudad.
Asimismo, la construcción de la Iglesia de Martín Lutero (Martin-Luther-Kirche) marcó el avance del protestantismo en la región, reflejando los cambios religiosos que ocurrieron como consecuencia de la Reforma. La iglesia se convirtió en un símbolo del nuevo orden religioso que se estaba estableciendo en el norte de Alemania.

### SigloXIX
Durante el siglo XIX, Gütersloh experimentó transformaciones clave que la llevaron a convertirse en una ciudad industrial relevante en la región de Westfalia. En 1803, Gütersloh y sus localidades cercanas, como Avenwedde, Kattenstroth y Spexard, fueron incorporadas al Electorado de Hannover (Kurfürstentum Hannover) tras el Receso Imperial (Reichsdeputationshauptschluss). Posteriormente, la región pasó bajo control prusiano en 1806 y luego, tras las guerras napoleónicas, fue incluida en el Reino de Westfalia (Königreich Westphalen) en 1807. Finalmente, tras el Congreso de Viena de 1815, quedó bajo el control definitivo del Reino de Prusia (Königreich Preußen).
El 8 de diciembre de 1825, Gütersloh recibió los derechos de ciudad (Stadtrechte) otorgados por el rey Federico Guillermo III (König Friedrich Wilhelm III von Preußen). Esto marcó el inicio de una transformación política y urbana, que incluyó la implementación de una constitución municipal en 1842 con un alcalde electo y una asamblea de representantes. En 1844, la ciudad también recibió su propio escudo de armas (Stadtwappen).
El desarrollo económico de Gütersloh estuvo estrechamente ligado al auge de la infraestructura ferroviaria. En 1847, la ciudad se conectó a la línea principal de la Compañía Ferroviaria de Colonia-Minden (Köln-Mindener Eisenbahn-Gesellschaft), lo que impulsó la industrialización y atrajo importantes empresas. Este avance también facilitó el transporte de mercancías y pasajeros, consolidando a Gütersloh como un centro de transporte clave. Además, entre 1900 y 1903, se construyó una línea ferroviaria secundaria operada por la Teutoburger Wald-Eisenbahn (TWE), conectando Gütersloh con otras localidades.
La ciudad también desarrolló su infraestructura vial: entre 1877 y 1903 se construyeron carreteras que conectaban Gütersloh con localidades como Marienfeld, Brockhagen, Verl y Neuenkirchen. El auge económico también impulsó la llegada de importantes industrias. En 1907, la empresa Miele trasladó su sede a Gütersloh desde Herzebrock, lo que significó un hito en el desarrollo industrial de la ciudad.
El crecimiento de Gütersloh también fue visible en el ámbito educativo y religioso. En 1851 se fundó el Instituto Protestante (Evangelisch Stiftische Gymnasium), y en 1861 se consagró la Iglesia de Martín Lutero (Martin-Luther-Kirche), un símbolo del avance del protestantismo en la región. Otras infraestructuras importantes incluyeron la apertura del Gaswerk en 1862, el ayuntamiento en 1864 y la Oficina de Correos Imperial (Kaiserliche Postamt) en 1885.
A finales del siglo XIX, Gütersloh era ya una ciudad próspera con una creciente población, basada en su posición estratégica y el desarrollo de la industria. Este período sentó las bases para su expansión en el siglo XX, estableciéndola como un centro económico y cultural importante.

### SigloXX
El siglo XX trajo consigo profundas transformaciones para Gütersloh, que pasó de ser una pequeña localidad industrial a convertirse en un importante centro económico y cultural en Renania del Norte-Westfalia. La ciudad fue testigo de los dramáticos efectos de las guerras mundiales, la ocupación aliada, la reconstrucción y la modernización. Durante este siglo, las grandes empresas de Gütersloh, como Miele y Bertelsmann, jugaron un papel crucial en su desarrollo económico.

#### Primeras décadas delsigloXX: auge industrial
A principios del siglo XX, Gütersloh ya había alcanzado una importancia significativa en la región, especialmente en los sectores textil, metalúrgico y alimentario. Miele, fundada en 1899, se convirtió en un fabricante clave de electrodomésticos, mientras que Bertelsmann lideraba la industria editorial en Alemania. Estas empresas consolidaron a Gütersloh como un polo industrial en Westfalia, atrayendo a trabajadores de las áreas rurales circundantes. La agricultura también fue importante, aunque la industrialización progresivamente redujo su peso económico.

#### El nazismo y la Segunda Guerra Mundial
Con la llegada del Partido Nazi (NSDAP) al poder en 1933, la vida en Gütersloh, como en el resto de Alemania, fue transformada bajo el régimen totalitario. En noviembre de 1938, durante los pogromos de la Noche de los Cristales Rotos (Kristallnacht), la comunidad judía de Gütersloh fue violentamente atacada. La sinagoga fue incendiada, junto con tres viviendas, y varias casas más fueron saqueadas. Para 1943, todos los judíos que vivían en la ciudad habían sido deportados a campos de concentración y muchos de ellos asesinados.
Durante la Segunda Guerra Mundial, Gütersloh albergó importantes instalaciones militares de la Wehrmacht, incluyendo el Fliegerhorst Gütersloh (base aérea, más tarde RAF Gütersloh) y la Luftnachrichtenkaserne (cuartel de telecomunicaciones aéreas). Estas bases desempeñaron un papel clave en las operaciones militares alemanas. A partir de 1940, la ciudad fue objeto de intensos bombardeos aliados, que causaron la muerte de 290 personas y destruyeron aproximadamente el 25 % de los edificios, incluidas fábricas, viviendas y escuelas. Al final del conflicto, solo 663 edificios de los más de 3,200 que existían antes de la guerra permanecieron intactos.
Uno de los episodios más oscuros de esta época fue el uso de trabajadores forzados extranjeros (Zwangsarbeiter). Entre 1939 y 1945, aproximadamente 3 800 personas, en su mayoría de Europa del Este, fueron obligadas a trabajar en fábricas y hogares de la ciudad bajo condiciones inhumanas. De estos trabajadores, 158 murieron.

#### Posguerra y reconstrucción
Después de la ocupación de Gütersloh por tropas estadounidenses en abril de 1945, y su entrega posterior a las fuerzas británicas en agosto del mismo año, la ciudad comenzó un arduo proceso de reconstrucción. Con un elevado porcentaje de edificios destruidos y una afluencia masiva de refugiados y desplazados (Vertriebene) de las regiones orientales, la ciudad enfrentó una crisis de vivienda. En 1948, la población de Gütersloh había aumentado a 41,500 habitantes, pero el inventario de viviendas se redujo debido a las confiscaciones por parte de las fuerzas militares británicas, que establecieron una guarnición permanente.
Las empresas locales, especialmente Miele y Bertelsmann, fueron cruciales en la recuperación económica de la ciudad. Miele reanudó la producción de electrodomésticos, mientras que Bertelsmann creció exponencialmente en el ámbito editorial. A lo largo de las décadas de 1950 y 1960, Gütersloh experimentó un crecimiento económico sostenido, basado en estas industrias, y se consolidó como un importante centro de empleo en la región.

#### Crecimiento económico y social en las décadas posteriores
En las décadas de 1970 y 1980, Gütersloh vivió un auge tanto económico como social. En 1973, con la entrada en vigor del Bielefeld-Gesetz, la ciudad adquirió el estatus de capital de distrito (Kreisstadt), consolidando su importancia administrativa y facilitando un mayor desarrollo urbano. Durante estos años, la ciudad expandió su infraestructura con la creación de áreas verdes como el Stadtpark y el jardín botánico (Botanischer Garten), mejorando la calidad de vida de sus habitantes.
El crecimiento cultural también fue significativo. En 1986 se inauguró el Museo de la Ciudad de Gütersloh (Stadtmuseum Gütersloh), dedicado a la historia local y la evolución industrial y médica de la región. En 1997, el museo fue ampliado para incluir más aspectos de la historia de la ciudad.

#### La presencia militar británica en Gütersloh
La presencia militar británica en Gütersloh fue uno de los aspectos más notables de la posguerra. El Ejército Británico del Rin (British Army of the Rhine) estableció una guarnición permanente en la ciudad, que perduró hasta 2019. Esta relación militar tuvo un impacto importante en la vida social y económica de Gütersloh, y la interacción entre la comunidad local y las tropas británicas dejó una huella duradera en la cultura de la ciudad. Las instalaciones militares, como las Princess Royal Barracks y la RAF Gütersloh, fueron símbolos del legado militar británico en la ciudad.

## Religión
La Iglesia de los Apóstoles (Apostelkirche) de Gütersloh, actualmente una iglesia luterana, fue originalmente una iglesia medieval dedicada a San Pancracio (St. Pankratius) y fue el centro del territorio parroquial de Gütersloh (Kirchspiel). Esta parroquia incluía las comunidades rurales (Bauerschaften) de Avenwedde, Blankenhagen, Kattenstroth, Nordhorn, Pavenstädt, Spexard y Sundern.

### La Reforma y la división religiosa
En 1527, el conde Konrad von Tecklenburg-Schwerin permitió que se celebrara el primer servicio religioso protestante en Gütersloh. En 1565, el Acuerdo de Bielefeld (Bielefelder Rezess) dividió políticamente la parroquia de Gütersloh: la ciudad de Gütersloh, junto con su iglesia, pasó a formar parte del señorío de Rheda, mientras que el príncipe-obispo de Osnabrück mantenía el derecho de nombrar a los párrocos. En 1650, la Capitulación Perpetua de Osnabrück (Capitulatio Perpetua Osnabrugensis) creó una división religiosa adicional. Los habitantes de Avenwedde, Kattenstroth y Spexard, bajo la jurisdicción del principado episcopal de Osnabrück, seguían siendo católicos, mientras que los residentes de Blankenhagen, Gütersloh, Nordhorn, Pavenstädt y Sundern, que pertenecían a Rheda, eran luteranos.
Entre 1655 y 1890, la iglesia de Gütersloh fue utilizada como una Simultankirche, es decir, compartida por católicos y luteranos. Este acuerdo de uso simultáneo terminó en 1890 con la consagración de la nueva Iglesia Católica de San Pancracio (St.-Pankratius-Kirche), construida en el distrito mayoritariamente católico de Kattenstroth, poniendo fin al acuerdo compartido en la antigua iglesia.
Gütersloh fue un importante centro del Movimiento de Despertar Religioso (Erweckungsbewegung) en la región de Westfalia, lo que consolidó su carácter protestante-pietista. Figuras destacadas como el misionero Peter Heinrich Brincker y los teólogos Hans Schöttler y August Hermann Franke nacieron en Gütersloh, mientras que el influyente predicador Johann Heinrich Volkening y el director de coros Johannes Kuhlo desempeñaron un papel clave en la vida religiosa local. A mediados del siglo XIX, Gütersloh fue apodada "Nazaret", en referencia a su intensa religiosidad.

### Diversidad religiosa en elsigloXX
En el siglo XX, la diversidad religiosa de Gütersloh aumentó significativamente. La ciudad alberga una gran comunidad de cristianos ortodoxos siríacos de origen arameo y asirio, con tres parroquias siríaco-ortodoxas: San Lucas (St. Lukas), Santa María (St. Maria) y San Esteban (St. Stephanus). También, desde 1949, existe una comunidad bautista, parte de la Federación de Iglesias Evangélicas Libres (Bund Evangelisch-Freikirchlicher Gemeinden), con 210 miembros en 2015. Además, hay una iglesia pentecostal en Avenwedde, parte de la Federación de Iglesias Pentecostales Libres (Bund Freikirchlicher Pfingstgemeinden), que en 2018 tenía una asistencia promedio de 60 personas.
La comunidad judía de Gütersloh tuvo alrededor de 100 miembros a lo largo del siglo XIX, representando aproximadamente entre el 4,3 % de la población en 1820 y el 1,2 % en 1900. Sin embargo, la persecución nazi y la Segunda Guerra Mundial redujeron drásticamente su número. En 1933, 62 judíos vivían en la ciudad, pero para 1939, solo quedaban 35, y en 1943, la comunidad judía había sido completamente eliminada. Tras la guerra, no se reconstituyó la comunidad judía en Gütersloh. Hoy en día, el Nuevo Cementerio Judío (Neuer Jüdischer Friedhof) es uno de los pocos lugares que aún refleja el legado judío de la ciudad.
La comunidad musulmana también tiene una presencia significativa en la ciudad. Uno de los tres principales centros islámicos es la Mezquita Selimiye (Selimiye-Moschee), que funciona como lugar de culto y centro comunitario para los musulmanes de la ciudad.

### Estadísticas de Confesión Religiosa
A lo largo de los siglos XIX y XX, la ciudad de Gütersloh ha visto una evolución significativa en su composición religiosa. En sus primeros años, la ciudad estaba dominada por la confesión protestante, debido a las fuertes raíces luteranas de la región. A finales del siglo XIX, alrededor del 88 % de la población era protestante, mientras que los católicos representaban solo el 10 %. La comunidad judía también estaba presente, aunque pequeña, con un 1,5 % en 1890.
Hacia 1895, la distribución religiosa era similar, con los protestantes manteniendo una mayoría del 86 % y los católicos representando un 12 %. Sin embargo, en el siglo XX, la composición comenzó a cambiar. La anexión de Kattenstroth en 1910, una zona mayoritariamente católica, impulsó el crecimiento de la comunidad católica en Gütersloh, que alcanzó más del 20% en la década de 1920. En 1933, los católicos representaban el 23,89 % de la población, mientras que los protestantes seguían siendo mayoría con un 74,84 %. A finales de los años treinta, antes de la Segunda Guerra Mundial, los católicos alcanzaron el 28,37 %.
Después de la Segunda Guerra Mundial, la población continuó creciendo, y con ello, el número de católicos en la ciudad. En 1950, alrededor de un tercio de los habitantes de Gütersloh eran católicos. Para el año 2000, la ciudad tenía aproximadamente 95.434 habitantes, con una distribución más equilibrada: el 36,10 % de la población era protestante y el 35,90 % católica, mientras que el 28,10 % de la población no tenía afiliación religiosa o pertenecía a otras confesiones.
A partir de los años 2000, la secularización se hizo más evidente en la ciudad, siguiendo una tendencia general en toda Alemania. Según el censo de 2011, aproximadamente el 33 % de los habitantes eran católicos, el 32,4 % protestantes y el 34,6 % no pertenecía a ninguna religión o profesaba otras creencias. Desde entonces, las afiliaciones religiosas han seguido disminuyendo, tanto para los protestantes como para los católicos. Para el 2022, solo el 30 % de la población era católica y el 25 % protestante, mientras que el 45 % de los habitantes no tenía ninguna afiliación religiosa o pertenecía a otras confesiones.
En 2023, estos números continuaron disminuyendo: el 25 % de los residentes de Gütersloh eran católicos, el 22 % protestantes, y más de la mitad de la población, el 53 %, era no religiosa o pertenecía a otras religiones. Estos cambios reflejan una tendencia hacia la secularización y el declive de las religiones tradicionales, similar a lo que ocurre en otras ciudades y regiones de Alemania.

## Política
El Stadtrat (consejo municipal) de Gütersloh está compuesto por 57 miembros, incluidos el alcalde y los representantes de diferentes partidos políticos.
- CDU (Unión Demócrata Cristiana, Christlich Demokratische Union Deutschlands): partido conservador de centro-derecha, 17 escaños (30,27 %).
- Grüne (Alianza 90/Los Verdes, Bündnis 90/Die Grünen): partido ecologista, 14 escaños (24,65 %).
- SPD (Partido Socialdemócrata Alemán, Sozialdemokratische Partei Deutschlands): partido de centro-izquierda, 11 escaños (19,37 %).
- BfGT (Ciudadanos por Gütersloh, Bürger für Gütersloh): grupo local independiente, 7 escaños (13,02 %).
- AfD (Alternativa para Alemania, Alternative für Deutschland): partido de derecha, 3 escaños (4,62 %).
- FDP (Partido Liberal Democrático, Freie Demokratische Partei): partido liberal, 2 escaños (3,22 %).
- Die Linke (La Izquierda): partido de izquierda, 1 escaño (2,59 %).
- UWG (Asociación Independiente de Votantes, Unabhängige Wählergemeinschaft): grupo independiente, 1 escaño (2,23 %).

En las elecciones municipales de 2020, la CDU mantuvo su liderazgo, pero Grüne experimentaron un crecimiento significativo. El entonces alcalde, Norbert Morkes (BfGT), fue elegido en 2020, pero destituido en junio de 2024 mediante referéndum. Las nuevas elecciones para alcalde están programadas para noviembre de 2024.
El presupuesto de 2023 se centró en la educación, destinando 97 millones de euros para ampliar la infraestructura escolar. A pesar de un déficit proyectado de 44 millones, el ayuntamiento cubrirá este con las reservas existentes.

## Economía
La ciudad de Gütersloh posee cerca de 46 000 puestos de trabajo, el 37 % de ellos trabaja directamente en la elaboración de bienes de producción. 
Los puntos fuertes de la industria en la zona son:
- Medios (Bertelsmann SE & Co. KGaA)
- Industria del Metal (electrodomésticos - Miele; Westaflex)
- Industria de la madera (Pfleiderer AG)

En el terreno de la alimentación: 
- Panadería ("Pumpernickel" - Mestemacher)
- Embutidos (Marten, Vogt & Wolf)
- Yogur y Postres (Campina)

Y en el sector de servicios de IT
- Reply Deutschland

Anteriormente la industria textil era muy importante.

## Ciudades Hermanas
La ciudad ha mantenido relaciones de hermanamiento con diversas ciudades desde 1977, cuando comenzó con la francesa Châteauroux. Este primer acuerdo de cooperación ha fomentado intercambios culturales y educativos, y en 2012 se celebró el 35.º aniversario con la inauguración del Pont Gütersloh, un puente sobre el río Indre en Châteauroux, en honor a la relación entre ambas ciudades.
Posteriormente, en 1978, se unió el distrito británico de Broxtowe a este programa de hermanamientos. Luego, en 1989, la ciudad polaca de Grudziądz se convirtió en un socio más, seguida en 1994 por Falun, Suecia, una ciudad conocida por su minería de cobre.
En 2008, la ciudad rusa de Rschew pasó a formar parte de este grupo de ciudades hermanadas, promoviendo intercambios culturales y educativos. Sin embargo, debido a la invasión rusa de Ucrania en 2022, esta relación fue suspendida, ya que las autoridades de Gütersloh esperaban una postura crítica por parte de Rschew contra el conflicto, algo que no sucedió. Esta suspensión también afectó la participación de Rschew en proyectos culturales como "C-Cities" en Gütersloh.
Además de estos hermanamientos internacionales, Gütersloh mantiene un padrinazgo de vino con la ciudad alemana de Lorch, en la región de Rheingau, una relación especial que destaca la cooperación en áreas más allá de lo administrativo, fomentando lazos culturales y económicos.

## Monumentos

### Arquitectura religiosa
- Apostelkirche (Iglesia de los Apóstoles), la iglesia evangélica más antigua de Gütersloh, fue reconstruida en 1951 después de la destrucción de la Segunda Guerra Mundial. La iglesia destaca por su sobrio interior y su torre original, que sobrevivió a los bombardeos.
- Martin-Luther-Kirche (Iglesia de Martín Lutero), esta iglesia neogótica, construida entre 1857 y 1861, es famosa por su candelabro del siglo XVII y una estatua de un ángel bautismal, obra del escultor Bertel Thorvaldsen. Es un símbolo importante del renacimiento espiritual de la ciudad.
- St. Pankratius (Iglesia de San Pancracio), una basílica neorrománica construida entre 1889 y 1891, es la principal Iglesia católica de la ciudad. En su interior alberga un crucifijo románico del siglo XII y una escultura de San Pancracio del siglo XIV.
- Evangeliumskirche (iglesia del Evangelio), inaugurada en 1960, esta iglesia moderna de planta hexagonal es uno de los templos más recientes de la ciudad y un ejemplo del arte religioso contemporáneo.
- Heilig-Geist-Kirche (Iglesia del Espíritu Santo), situada en el barrio de Pavenstädt, es una Iglesia católica moderna, construida en la década de 1960, que sirve a la comunidad local.
- St. Bruder Konrad (Iglesia de San Conrado), esta iglesia, ubicada en el barrio de Spexard, es un punto de encuentro importante para la comunidad católica de la zona.
- Johanneskirche (Iglesia de San Juan), situada en Pavenstädt, esta iglesia protestante es conocida por su arquitectura moderna y su papel central en la vida espiritual de la comunidad.
- Matthäuskirche (Iglesia de San Mateo), construida en 1987 en el distrito de Sundern, destaca por su diseño octogonal moderno, lo que la convierte en un edificio único dentro de la ciudad.
- St. Friedrich (Iglesia de San Federico), situada en Friedrichsdorf, es una Iglesia católica moderna que sirve a la comunidad local. Su diseño es funcional y está rodeada de áreas de interés comunitario.
- Herz-Jesu-Kirche (Iglesia del Sagrado Corazón de Jesús), ubicada en Avenwedde, es un importante centro de culto católico en esa área. La iglesia destaca por su arquitectura simple pero moderna.
- Liebfrauenkirche (Iglesia de Nuestra Señora), esta iglesia, situada en Kattenstroth, es un centro católico que resalta por su devoción a la Virgen María y por su arquitectura contemporánea.
- Christ-König-Kirche (Iglesia de Cristo Rey), ubicada en el distrito de Nordhorn, es una de las principales iglesias católicas de la zona, y su importancia radica en su conexión con la comunidad local.
- Kreuzkirche (Iglesia de la Cruz), situada en el campus de la LWL-Klinik, es una iglesia simultánea utilizada por diferentes confesiones cristianas, lo que la convierte en un ejemplo de integración religiosa.
- Christuskirche (Iglesia de Cristo), situada en el distrito de Avenwedde, es una iglesia evangélica de diseño contemporáneo que se ha convertido en un importante punto de reunión espiritual en la zona.
- Selimiye-Moschee (Mezquita Selimiye), la mezquita más grande de la ciudad, representa la creciente comunidad musulmana en Gütersloh y es un importante centro cultural y religioso para esta comunidad.

### Fachwerkbauten
Gütersloh alberga una serie de edificios históricos construidos en el tradicional Fachwerk (entramado de madera), característico de la arquitectura vernácula de Westfalia. Estos edificios, en su mayoría del siglo XVII y XVIII, se concentran alrededor de la Apostelkirche en la Alten Kirchplatz (plaza de la iglesia).
- Veerhoffhaus, situado en Am Alten Kirchplatz 2, este edificio es uno de los ejemplos más destacados de Fachwerk en la ciudad. Construido inicialmente en 1708 y renovado en 1790, su fachada muestra un piso superior sobresaliente soportado por vigas talladas. El almacén trasero, adornado con rosetones, data de 1647-1649. Actualmente, alberga la galería del Kunstverein Kreis Gütersloh. En diciembre de 2011, fue declarado "Monumento del mes" por la Asociación de Monumentos de Westfalia-Lippe.
- Kirchstraße 4, este Dielenhaus (casa con pasillo central) fue construido en 1658. La característica estructura añadida en 1721 muestra la evolución del estilo arquitectónico de la época.
- Am Alten Kirchplatz 11, durante unas excavaciones en 2016 en el sótano de este edificio, se descubrieron restos de postes de madera que datan del siglo XII. Estos restos pertenecen a una antigua construcción de postes, lo que demuestra la antigüedad del lugar antes de la adopción del sistema de entramado de madera.
- Alte Vikarie (Antigua Vicaría), ubicada en la Kirchstraße 10, esta casa de entramado de madera, con un portal de estilo tardobarroco, fue construida en 1779.
- Villa Bartels, en la Kirchstraße 21, este edificio con fachada revestida de pizarra data de 1778. La casa fue ampliada y reformada en el siglo XIX por el empresario textil Bartels. En la actualidad, Villa Bartels alberga la Oficina de Registro Civil.
- Kökerstraße 7, construido hacia 1800, este edificio de entramado de madera ahora alberga el Museo de la Ciudad. Es uno de los pocos ejemplos de este tipo de arquitectura fuera del área de la Kirchplatz.
- Weberhaus, situada en la Münsterstraße 9, esta casa de tejedor construida en 1649 es el último vestigio de una calle que en su momento estuvo formada por casas de entramado de madera. Junto con el Veerhoffhaus, es uno de los edificios más antiguos que se conservan en el centro de la ciudad.

## Deportes
Gütersloh cuenta con una destacada tradición deportiva que abarca una amplia variedad de disciplinas, desde el fútbol y el atletismo hasta deportes acuáticos, el ajedrez y el ciclismo. Con una infraestructura sólida y más de 95 clubes deportivos en la ciudad, el deporte es una parte integral de la vida cotidiana de los ciudadanos.

### Fútbol
El fútbol es una de las disciplinas más populares en Gütersloh. Algunos de los clubes más destacados son:
- FC Gütersloh 2000: este club es el más representativo de la ciudad. Fundado en 2000 como sucesor del histórico FC Gütersloh, el equipo tuvo una destacada participación en la 2. Bundesliga entre 1996 y 1999. Actualmente compite en la Regionalliga West (cuarta división del fútbol alemán). Organiza el torneo Radio-Gütersloh-Cup, que atrae a equipos de toda la región.
- FSV Gütersloh 2009: la sección femenina del FC Gütersloh, que se separó en 2009, ha competido en la Frauen-Bundesliga, consolidándose como un equipo importante en el fútbol femenino alemán.
- SV Spexard: fundado en 1950, este club compite actualmente en la Kreisliga A. Aunque es un equipo de nivel amateur, tiene una gran importancia en la comunidad local y un fuerte enfoque en el desarrollo juvenil.
- SV Avenwedde: también con una larga tradición, este club compite en ligas locales y participa en programas de formación juvenil.

Desde 2000, el FSV Gütersloh 2009 organiza el Gütersloher Hallenmasters, el mayor torneo de fútbol sala femenino para equipos sub-17 de Alemania.

### Atletismo
El Gütersloher Turnverein (Gütersloher TV), fundado en el siglo XIX, es uno de los clubes más polivalentes de la ciudad y tiene una larga tradición en atletismo. Sus eventos más populares incluyen:
- Silvesterlauf: carrera de Nochevieja que atrae a corredores de toda la región.
- Isselhorster Nachtlauf: carrera nocturna muy conocida que se celebra en el distrito de Isselhorst.

Este club sigue siendo un promotor clave del atletismo en la región, participando tanto en competiciones locales como nacionales.

### Deportes Acuáticos
La Asociación Náutica de Gütersloh (Gütersloher Wassersportverein), fundada en 1931, es el principal club dedicado a los deportes acuáticos. Este club ofrece una gama de actividades como remo y kayak, utilizando los recursos acuáticos locales. A lo largo de los años, ha formado parte fundamental de la cultura deportiva acuática en la ciudad.

### Balonmano
El HSG Gütersloh es el club más destacado en balonmano, participando en ligas regionales de Renania del Norte-Westfalia. Aunque el balonmano no es el deporte principal en la ciudad, el club ha mantenido un nivel competitivo respetable en su categoría.

### Gimnasia
El TV Isselhorst, fundado en 1894, es un club histórico de gimnasia en Gütersloh. Además de promover este deporte, organizó en 2008 el I Festival de Gimnasia del Rin-Westfalia, lo que demuestra la importancia de este club en la promoción de la gimnasia en la región.

### Ajedrez
La Asociación de Ajedrez de Gütersloh (Gütersloher Schachverein), fundada en 1923, es una de las asociaciones más antiguas dedicadas al ajedrez. Esta organización ha promovido este deporte intelectual durante décadas, organizando torneos locales y regionales, y formando a varias generaciones de jugadores.

### Ciclismo
El ciclismo tuvo su auge en los años 30 y 40, con el club RSV Gütersloh 1931 desempeñando un papel importante en ese momento. Aunque su popularidad ha disminuido, el club sigue activo, organizando el evento City-Nacht, una carrera ciclista en el centro de la ciudad que atrae a miles de espectadores.

### Golf
El Westfälischer Golfclub Gütersloh ofrece uno de los campos de golf más destacados de la región. Este campo de 18 hoyos, diseñado por Bernhard von Limburger, es considerado uno de los más bellos de Alemania. Está ubicado en Rietberg-Varensell, justo en las afueras de la ciudad.

### Otros Deportes
- Béisbol: el equipo Verl/Gütersloh Yaks representa a la ciudad en la Regionalliga Nordwest del béisbol alemán.
- Triatlón: el Dalkeman-Triathlon, organizado por el 1. Tri-Team Gütersloh GTV, se celebra anualmente desde 2003. El evento incluye pruebas de natación, ciclismo y carrera.
- Escalada: el Klettergarten "grenzenlos", inaugurado en 2015, es un espacio de escalada inclusivo, diseñado tanto para personas con como sin discapacidad.

## Gastronomía
La cocina de Gütersloh está profundamente influenciada por la cocina tradicional de Westfalia (Westfälische Küche), conocida por sus sabores contundentes, ingredientes locales y preparaciones rústicas. A lo largo de los siglos, esta región ha desarrollado una rica herencia gastronómica, y en Gütersloh se pueden encontrar diversas especialidades que representan esta tradición.

### Pumpernickel
El Pumpernickel, uno de los productos más emblemáticos de Westfalia, tiene un lugar destacado en la gastronomía de Gütersloh. Este pan oscuro y denso de centeno, conocido por su sabor ligeramente dulce, se produce tradicionalmente en la ciudad, siendo la empresa Mestemacher una de las panificadoras más importantes de esta especialidad. En Gütersloh, el Pumpernickel se sirve a menudo acompañado de jamón de Westfalia (Westfälischer Schinken), creando una combinación clásica que ha sido apreciada durante generaciones. Este pan es famoso por su método de cocción lento, que puede durar hasta 24 horas, y su larga vida útil.

### Pickert
El Pickert es un plato a base de harina, patatas ralladas, leche, huevos y levadura. Originalmente horneado como un gran pan, hoy en día se sirve en muchas variaciones, a menudo frito y acompañado de mantequilla, mermelada, miel o compota de ciruela. Este plato, característico de la región, era tradicionalmente una comida de campesinos, pero ha encontrado su lugar en la gastronomía moderna, siendo un plato popular en restaurantes locales y eventos gastronómicos. En algunos restaurantes de Gütersloh, es servido como plato principal o postre, dependiendo de los ingredientes que lo acompañen.

### Möpkenbrot
El Möpkenbrot es una especialidad similar a la morcilla (Blutwurst), pero hecha con una mezcla de sangre y cereales. Su textura y sabor únicos lo convierten en un favorito de la cocina local. Se suele servir frito y acompañado del clásico plato de Himmel und Erde (literalmente, "cielo y tierra"), que combina puré de patatas (Kartoffelbrei) con compota de manzana (Apfelmus). Esta combinación de sabores salados y dulces es muy apreciada en la región de Westfalia, y sigue siendo una de las opciones favoritas en los hogares de Gütersloh durante los meses más fríos.

### Potthucke
Otro plato popular en la región de Westfalia y también presente en la cocina de Gütersloh es el Potthucke, una especie de pastel de patata horneado que se combina con trozos de tocino y cebolla. Aunque originario de la región de Sauerland, ha ganado popularidad en Gütersloh debido a su sabor reconfortante y su simplicidad, lo que lo convierte en un plato ideal para los meses fríos.

### Nuevas Creaciones
En un esfuerzo por crear nuevas especialidades gastronómicas locales, el Verkehrsverein (Asociación de Turismo) de Gütersloh intentó, en 1989, introducir platos innovadores como el Gütersloher Bierbraten (asado con cerveza), el Grünkohlauflauf Gütersloher Art (pastel de col rizada) y el Gütersloher Ratsherrenteller (plato del concejal). Sin embargo, estas innovaciones no lograron asentarse como especialidades locales permanentes debido a la falta de aceptación por parte de los restauradores locales. A pesar de ello, estas iniciativas muestran el deseo de la ciudad por diversificar su oferta gastronómica, más allá de los platos tradicionales.

### Bebidas Tradicionales
Entre las bebidas típicas de Gütersloh y sus alrededores, destacan:
- Steinhäger: licor de enebro (Wacholderschnaps) que proviene de la cercana localidad de Steinhagen. Este licor fuerte y aromático es muy popular en toda la región y tiene una larga tradición que se remonta a siglos atrás.
- Schroeders Boonekamp: licor de hierbas digestivo (Magenbitter) conocido como Verler Heimatwasser, producido en la región de Verl. Este tipo de licor se suele consumir después de las comidas para facilitar la digestión.
- Cervezas artesanales: Gütersloher Brauhaus es conocido por su producción de cervezas artesanales, ofreciendo variedades como la Pils, Weizen y otras ediciones especiales. Las cervezas locales son muy apreciadas tanto por los residentes como por los visitantes, quienes frecuentan esta cervecería para disfrutar de productos auténticos de la región.

## Personas célebres
- Carl Bertelsmann (1791-1850): fundador de Bertelsmann.
- Franz Ludwig Jörgens (1792-1842): predicador y compositor de himnos religiosos.
- Johann H. Volkening (1796-1877): teólogo y pastor.
- Friedrich Hermann Eickhoff (1807-1886): maestro y organista.
- Otto Lüning (1818-1868): político social y médico.
- Carl Kuhlo (1818-1909): pastor de la Erweckungsbewegung.
- Carl zum Winkel (1821-1913): médico.
- Adolph Bermpohl (1833-1887): fundador de estaciones de rescate marítimo (DGzRS).
- Friedrich Daniel von Recklinghausen (1833-1910): patólogo.
- August Meyer (1835-1908): médico.
- Peter Heinrich Brincker (1836-1904): misionero en África.
- August Hermann Franke (1853-1891): teólogo y compositor de himnos.
- Thomas Plaßmann (1879-1959): sacerdote.
- Ludwig Müller (1883-1945): obispo.
- Heinrich Jacob Feuerborn (1883-1979): zoólogo.
- Paul Westerfrölke (1886-1975): pintor paisajista y ornitólogo.
- Otto Feuerborn (1887-1965): botánico.
- Paul Schürmann (1895-1941): investigador de la tuberculosis.
- Karl John (1905-1977): actor.
- Wilhelm Viertmann (1909-1943): teólogo luterano.
- Sigbert Mohn (1918-2002): editor y político.
- Reinhard Mohn (1921-2009): empresario de Bertelsmann.
- Lore Zech (1923-2013): genetista.
- Gerhard Boeden (1925-2010): presidente de la Oficina Federal de Protección de la Constitución.
- Friedrich Deinhardt (1926-1992): virólogo.
- Hans Werner Henze (1926-2012): compositor.
- Rudolf Miele (1929-2004): empresario.
- Werner Gehring (1935-2020): empresario.
- Axel Hinrich Murken (n. 1937): médico e historiador del arte.
- Horst Tappe (1938-2005): fotógrafo.
- Liz Mohn (n. 1941): empresaria de Bertelsmann.
- Günter Eichberg (n. 1946): presidente del Schalke 04.
- Detlev Peukert (1950-1990): historiador.
- Hans-Ulrich Henning (1950-2020): director de orquesta.
- Heinz-Günter Bongartz (n. 1955): obispo auxiliar.
- Claus Grabke (n. 1963): patinador y músico.
- Oliver Welke (n. 1966): comediante.
- Markus Miele (n. 1968): empresario.
- Jörg Sundermeier (n. 1970): editor.
- Uwe Rosenberg (n. 1970): autor de juegos de mesa.
- Felix Vossen (n. 1974): productor de cine.
- Diana Amft (n. 1975): actriz.
- Simon Gosejohann (n. 1976): actor y comediante.
- Nicole Diekmann (n. 1978): periodista.
- Alice Weidel (n. 1979): política de AfD.
- Christina Kampmann (n. 1980): política del SPD.
- Thorsten Stuckmann (n. 1981): futbolista.
- Pascal Houdus (n. 1986): actor.
- Anna-Maria Zimmermann (n. 1988): cantante.
- Patrick Mainka (n. 1994): futbolista.

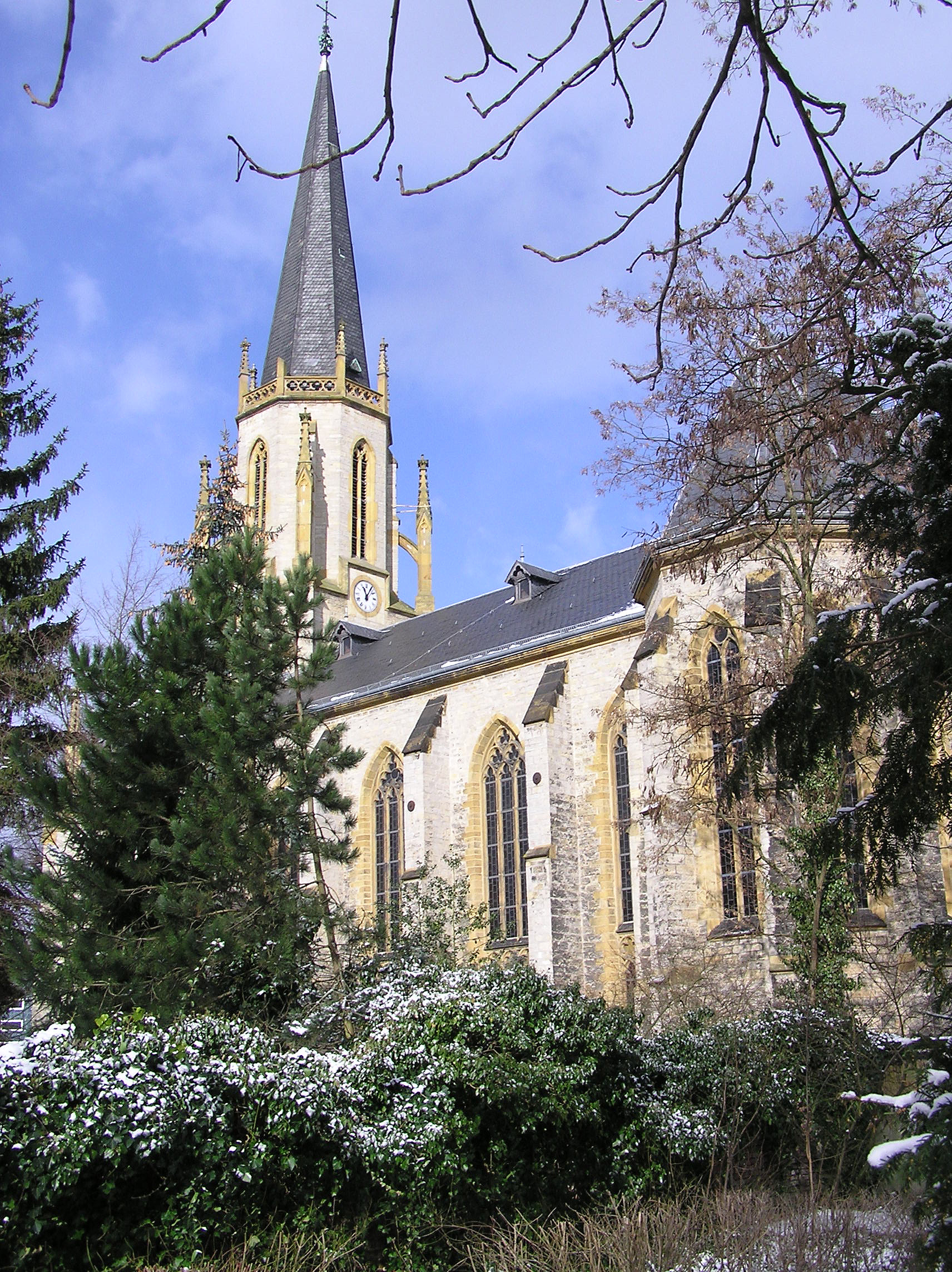
Martin-Luther-Kirche, construida en 1861
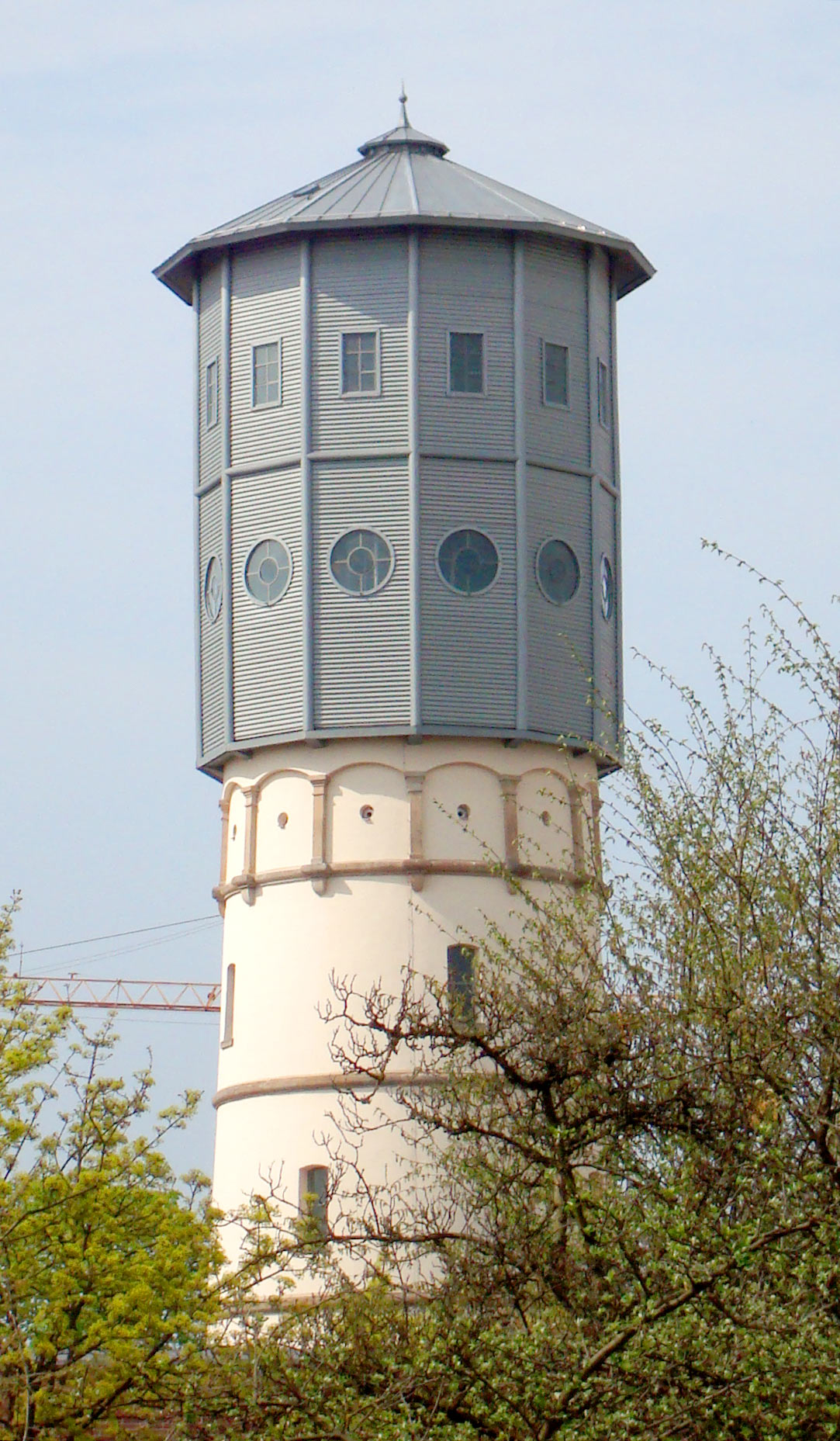
Torre del agua, construida en 1888
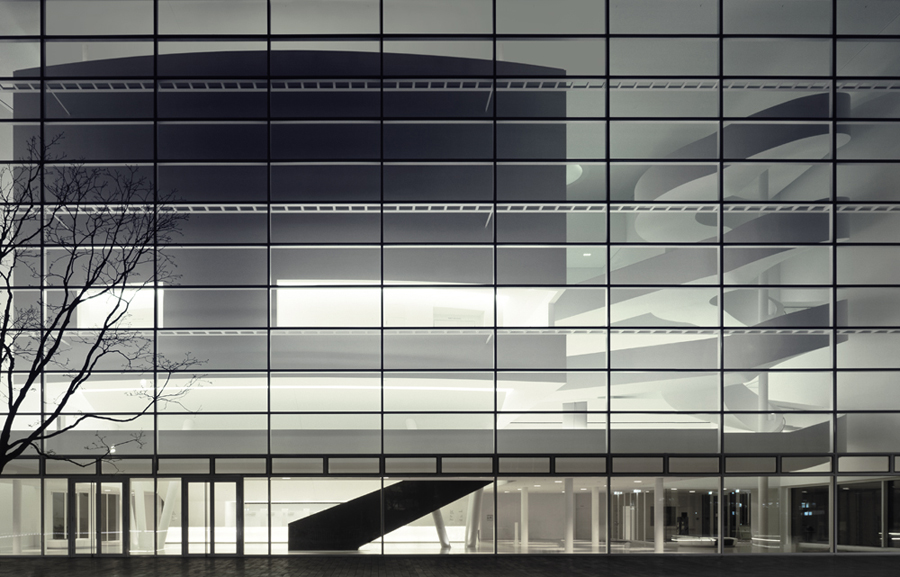
Teatro, construido en 2010
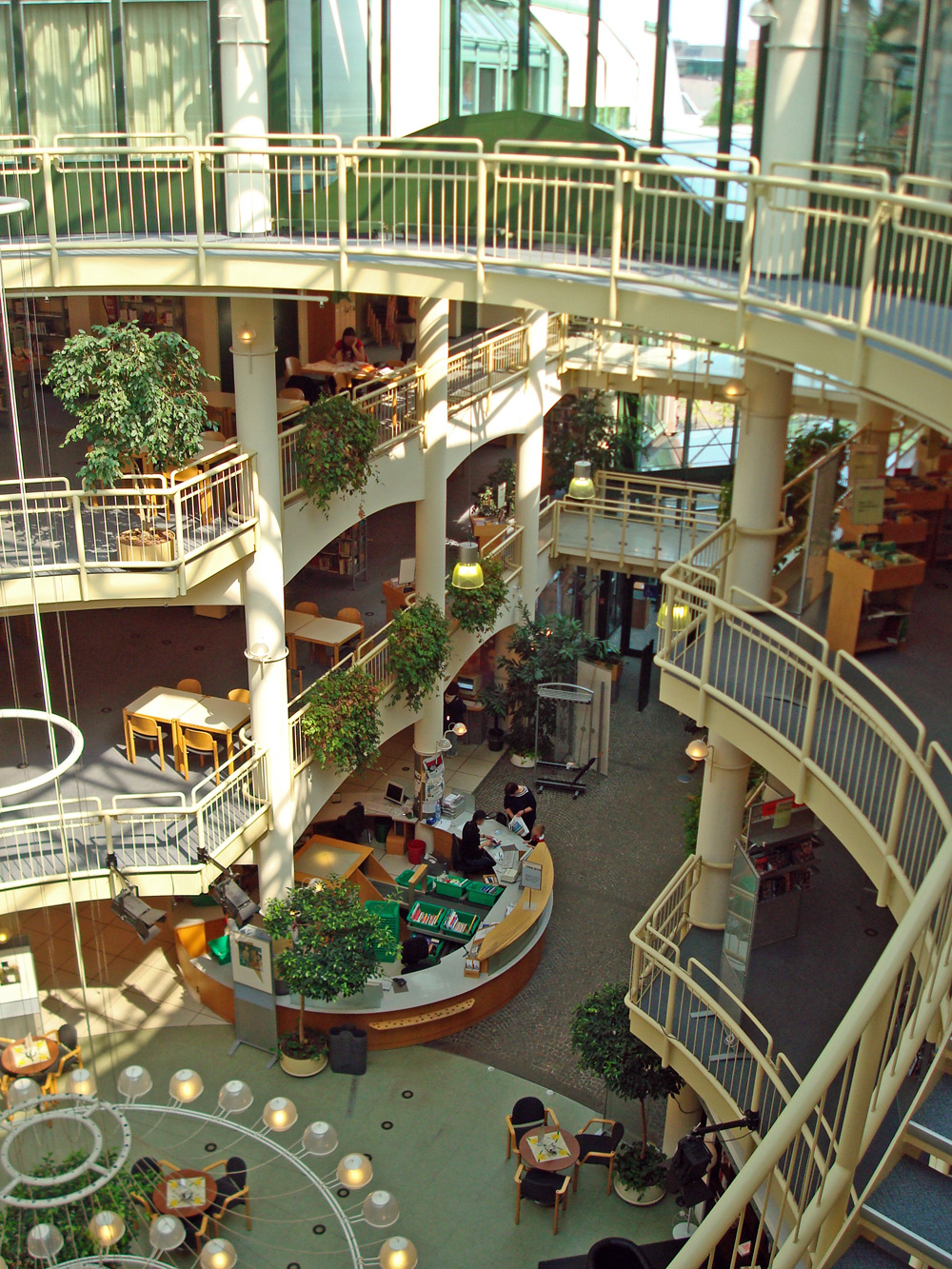
Biblioteca, construido en 1984
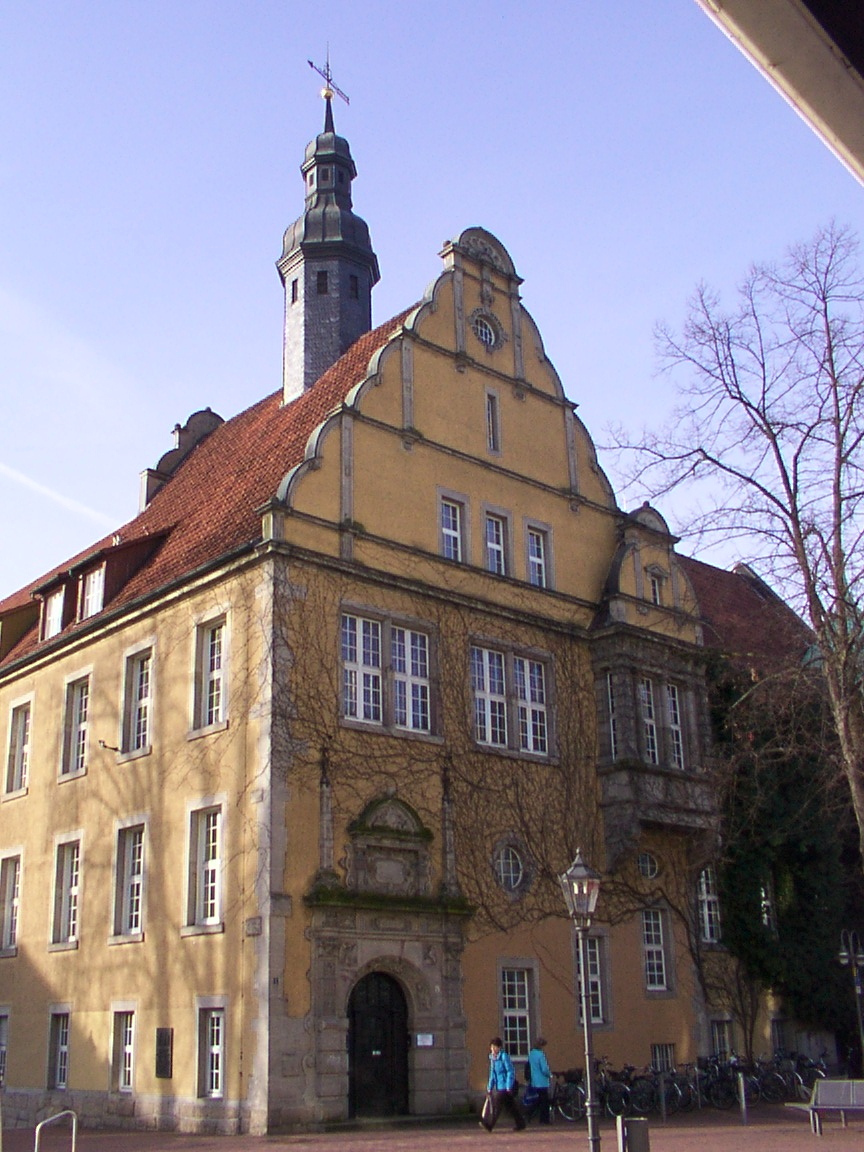
Tribunal de justicia, construido en 1908
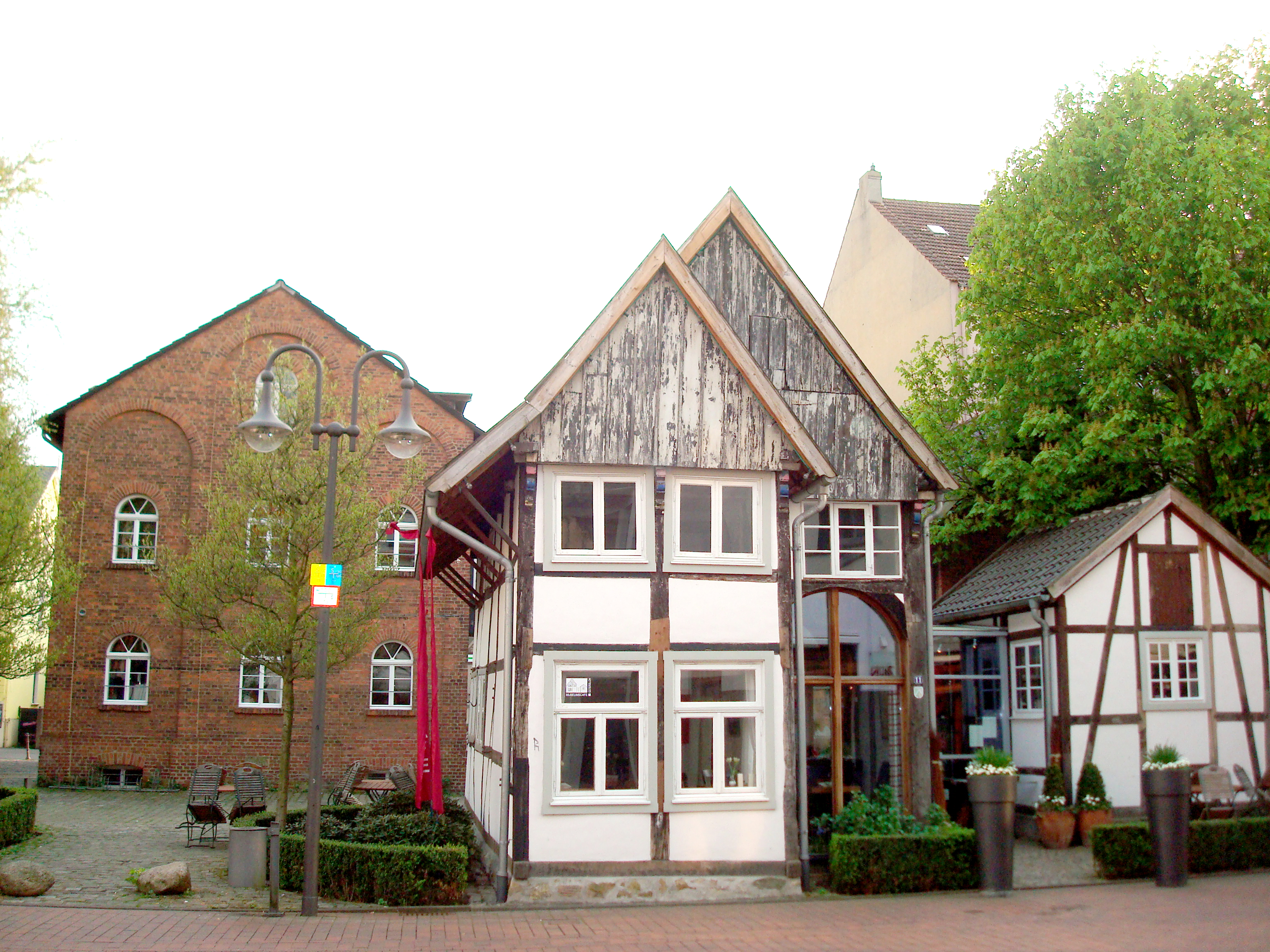
Museo
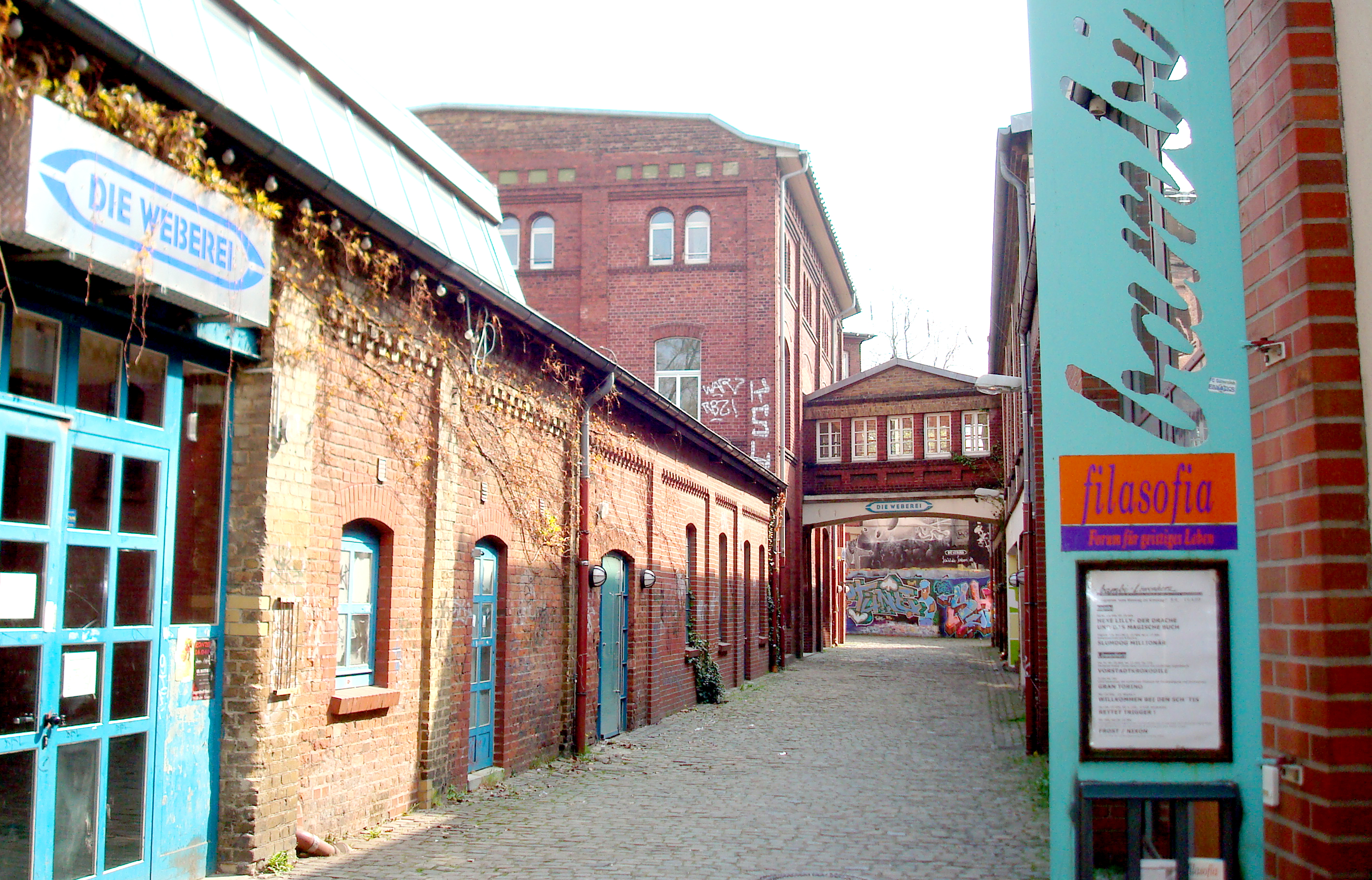
Centro cultural "Die Weberei" (el tejido)
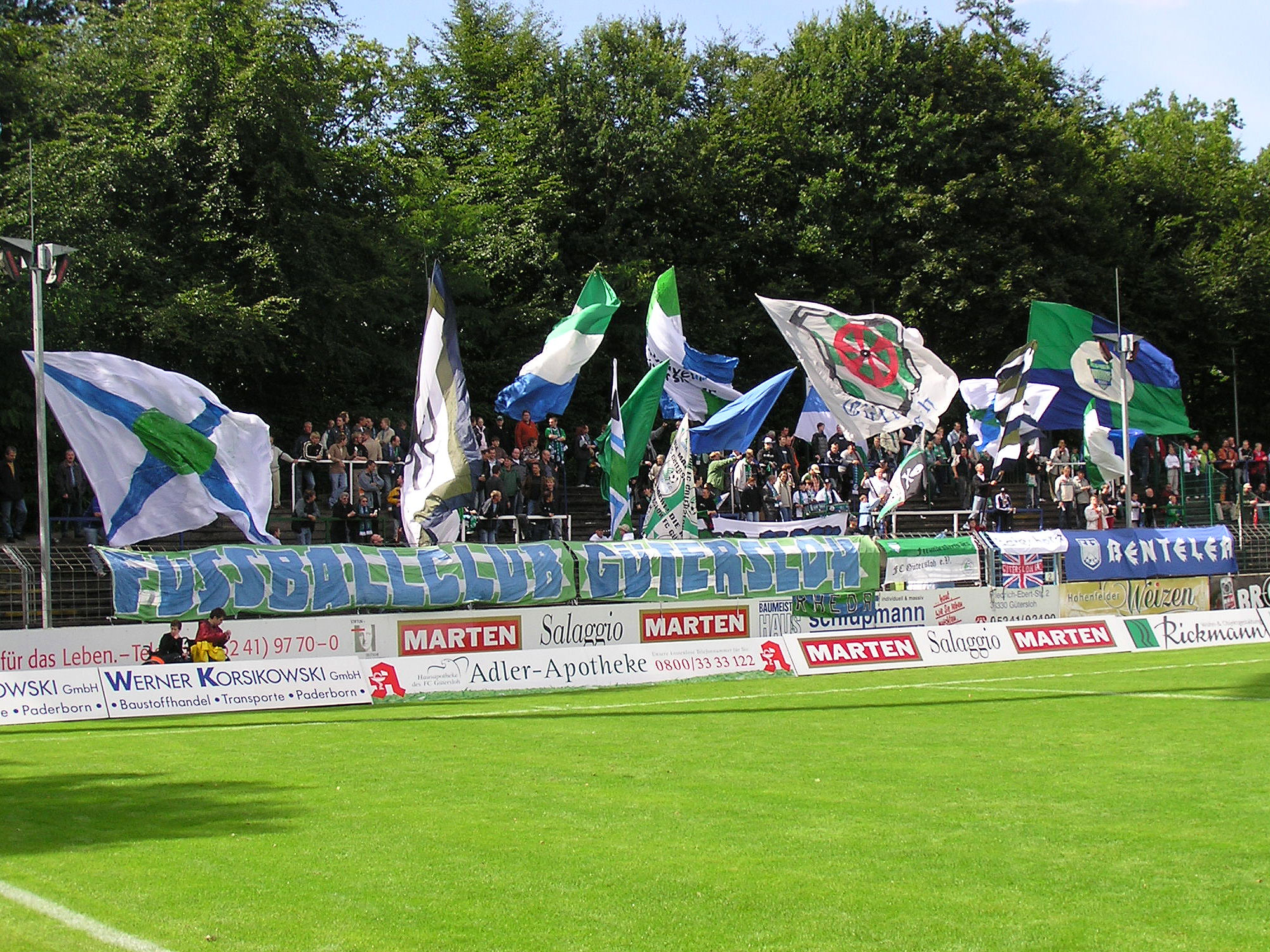
En el estadio "Heidewald"